# Lista de asteroides (81001-82000)
Esta é uma lista parcial de asteroides, do asteroide número 81001 até o 82000, inclusive. Veja também o índice com todas as listas disponíveis.

| Objeto Próximos à Terra | Cinturão de asteroides (interno) | Cinturão de asteroides (externo) | Centauro       |
| Cruzador de Marte       | Cinturão de asteroides (meio)    | Troianos de Júpiter              | Transnetuniano |

Veja mais dados de cada asteroide na ligação externa para o Minor Planet Center na última coluna.
Índice: 81001... 81101... 81201... 81301... 81401... 81501... 81601... 81701... 81801... 81901... 

## 81001–81100
| Designação | Designação | Descoberta  | Descoberta    | Descobridor(es) | Categoria | Mais informações / Referência |
| Permanente | Provisória | Data        | Local         | Descobridor(es) | Categoria | Mais informações / Referência |
| ---------- | ---------- | ----------- | ------------- | --------------- | --------- | ----------------------------- |
| 81001      | 2000 EF31  | 5 mar 2000  | Socorro       | LINEAR          | —         | MPC                           |
| 81002      | 2000 EG31  | 5 mar 2000  | Socorro       | LINEAR          | —         | MPC                           |
| 81003      | 2000 EN31  | 5 mar 2000  | Socorro       | LINEAR          | —         | MPC                           |
| 81004      | 2000 ER32  | 5 mar 2000  | Socorro       | LINEAR          | —         | MPC                           |
| 81005      | 2000 EW32  | 5 mar 2000  | Socorro       | LINEAR          | Pallas    | MPC                           |
| 81006      | 2000 EP33  | 5 mar 2000  | Socorro       | LINEAR          | Phocaea   | MPC                           |
| 81007      | 2000 EV33  | 5 mar 2000  | Socorro       | LINEAR          | —         | MPC                           |
| 81008      | 2000 EX33  | 5 mar 2000  | Socorro       | LINEAR          | Phocaea   | MPC                           |
| 81009      | 2000 EQ34  | 5 mar 2000  | Socorro       | LINEAR          | Chloris   | MPC                           |
| 81010      | 2000 EL35  | 8 mar 2000  | Socorro       | LINEAR          | —         | MPC                           |
| 81011      | 2000 ED36  | 4 mar 2000  | Socorro       | LINEAR          | —         | MPC                           |
| 81012      | 2000 EZ36  | 8 mar 2000  | Socorro       | LINEAR          | —         | MPC                           |
| 81013      | 2000 EY37  | 8 mar 2000  | Socorro       | LINEAR          | —         | MPC                           |
| 81014      | 2000 ED38  | 8 mar 2000  | Socorro       | LINEAR          | —         | MPC                           |
| 81015      | 2000 EF38  | 8 mar 2000  | Socorro       | LINEAR          | —         | MPC                           |
| 81016      | 2000 EE39  | 8 mar 2000  | Socorro       | LINEAR          | —         | MPC                           |
| 81017      | 2000 EH39  | 8 mar 2000  | Socorro       | LINEAR          | Mitidika  | MPC                           |
| 81018      | 2000 EJ39  | 8 mar 2000  | Socorro       | LINEAR          | —         | MPC                           |
| 81019      | 2000 EO40  | 8 mar 2000  | Socorro       | LINEAR          | —         | MPC                           |
| 81020      | 2000 EJ41  | 8 mar 2000  | Socorro       | LINEAR          | —         | MPC                           |
| 81021      | 2000 ET41  | 8 mar 2000  | Socorro       | LINEAR          | —         | MPC                           |
| 81022      | 2000 EL42  | 8 mar 2000  | Socorro       | LINEAR          | —         | MPC                           |
| 81023      | 2000 ER42  | 8 mar 2000  | Socorro       | LINEAR          | —         | MPC                           |
| 81024      | 2000 EZ42  | 8 mar 2000  | Socorro       | LINEAR          | —         | MPC                           |
| 81025      | 2000 EH43  | 8 mar 2000  | Socorro       | LINEAR          | —         | MPC                           |
| 81026      | 2000 EE44  | 9 mar 2000  | Socorro       | LINEAR          | —         | MPC                           |
| 81027      | 2000 EJ44  | 9 mar 2000  | Socorro       | LINEAR          | —         | MPC                           |
| 81028      | 2000 EM45  | 9 mar 2000  | Socorro       | LINEAR          | —         | MPC                           |
| 81029      | 2000 EQ45  | 9 mar 2000  | Socorro       | LINEAR          | —         | MPC                           |
| 81030      | 2000 EB47  | 9 mar 2000  | Socorro       | LINEAR          | —         | MPC                           |
| 81031      | 2000 EG48  | 9 mar 2000  | Socorro       | LINEAR          | —         | MPC                           |
| 81032      | 2000 EK48  | 9 mar 2000  | Socorro       | LINEAR          | —         | MPC                           |
| 81033      | 2000 EL48  | 9 mar 2000  | Socorro       | LINEAR          | —         | MPC                           |
| 81034      | 2000 EE49  | 9 mar 2000  | Socorro       | LINEAR          | —         | MPC                           |
| 81035      | 2000 EG49  | 9 mar 2000  | Socorro       | LINEAR          | —         | MPC                           |
| 81036      | 2000 EQ54  | 10 mar 2000 | Kitt Peak     | Spacewatch      | —         | MPC                           |
| 81037      | 2000 EN55  | 11 mar 2000 | Prescott      | P. G. Comba     | —         | MPC                           |
| 81038      | 2000 EA56  | 5 mar 2000  | Socorro       | LINEAR          | —         | MPC                           |
| 81039      | 2000 EX56  | 8 mar 2000  | Socorro       | LINEAR          | —         | MPC                           |
| 81040      | 2000 EC57  | 8 mar 2000  | Socorro       | LINEAR          | —         | MPC                           |
| 81041      | 2000 EN57  | 8 mar 2000  | Socorro       | LINEAR          | —         | MPC                           |
| 81042      | 2000 EP57  | 8 mar 2000  | Socorro       | LINEAR          | —         | MPC                           |
| 81043      | 2000 EW58  | 9 mar 2000  | Socorro       | LINEAR          | —         | MPC                           |
| 81044      | 2000 EF59  | 9 mar 2000  | Socorro       | LINEAR          | —         | MPC                           |
| 81045      | 2000 EA60  | 10 mar 2000 | Socorro       | LINEAR          | —         | MPC                           |
| 81046      | 2000 EV60  | 10 mar 2000 | Socorro       | LINEAR          | —         | MPC                           |
| 81047      | 2000 EU61  | 10 mar 2000 | Socorro       | LINEAR          | —         | MPC                           |
| 81048      | 2000 EU62  | 10 mar 2000 | Socorro       | LINEAR          | —         | MPC                           |
| 81049      | 2000 EY62  | 10 mar 2000 | Socorro       | LINEAR          | Mitidika  | MPC                           |
| 81050      | 2000 ES63  | 10 mar 2000 | Socorro       | LINEAR          | —         | MPC                           |
| 81051      | 2000 ET63  | 10 mar 2000 | Socorro       | LINEAR          | —         | MPC                           |
| 81052      | 2000 EV63  | 10 mar 2000 | Socorro       | LINEAR          | —         | MPC                           |
| 81053      | 2000 EY63  | 10 mar 2000 | Socorro       | LINEAR          | —         | MPC                           |
| 81054      | 2000 ED64  | 10 mar 2000 | Socorro       | LINEAR          | —         | MPC                           |
| 81055      | 2000 EJ65  | 10 mar 2000 | Socorro       | LINEAR          | —         | MPC                           |
| 81056      | 2000 EK65  | 10 mar 2000 | Socorro       | LINEAR          | —         | MPC                           |
| 81057      | 2000 EQ65  | 10 mar 2000 | Socorro       | LINEAR          | —         | MPC                           |
| 81058      | 2000 EM66  | 10 mar 2000 | Socorro       | LINEAR          | —         | MPC                           |
| 81059      | 2000 EN67  | 10 mar 2000 | Socorro       | LINEAR          | —         | MPC                           |
| 81060      | 2000 EU67  | 10 mar 2000 | Socorro       | LINEAR          | —         | MPC                           |
| 81061      | 2000 ET68  | 10 mar 2000 | Socorro       | LINEAR          | —         | MPC                           |
| 81062      | 2000 EB70  | 10 mar 2000 | Socorro       | LINEAR          | —         | MPC                           |
| 81063      | 2000 EJ70  | 10 mar 2000 | Socorro       | LINEAR          | —         | MPC                           |
| 81064      | 2000 EG71  | 9 mar 2000  | Kitt Peak     | Spacewatch      | —         | MPC                           |
| 81065      | 2000 ET71  | 10 mar 2000 | Kitt Peak     | Spacewatch      | —         | MPC                           |
| 81066      | 2000 ES73  | 10 mar 2000 | Kitt Peak     | Spacewatch      | —         | MPC                           |
| 81067      | 2000 EV74  | 11 mar 2000 | Kitt Peak     | Spacewatch      | —         | MPC                           |
| 81068      | 2000 EC77  | 5 mar 2000  | Socorro       | LINEAR          | —         | MPC                           |
| 81069      | 2000 EW77  | 5 mar 2000  | Socorro       | LINEAR          | —         | MPC                           |
| 81070      | 2000 ET78  | 5 mar 2000  | Socorro       | LINEAR          | —         | MPC                           |
| 81071      | 2000 EY78  | 5 mar 2000  | Socorro       | LINEAR          | —         | MPC                           |
| 81072      | 2000 EC80  | 5 mar 2000  | Socorro       | LINEAR          | —         | MPC                           |
| 81073      | 2000 EP83  | 5 mar 2000  | Socorro       | LINEAR          | —         | MPC                           |
| 81074      | 2000 EZ84  | 8 mar 2000  | Socorro       | LINEAR          | —         | MPC                           |
| 81075      | 2000 EM85  | 8 mar 2000  | Socorro       | LINEAR          | —         | MPC                           |
| 81076      | 2000 EQ86  | 8 mar 2000  | Socorro       | LINEAR          | —         | MPC                           |
| 81077      | 2000 EZ86  | 8 mar 2000  | Socorro       | LINEAR          | —         | MPC                           |
| 81078      | 2000 ED87  | 8 mar 2000  | Socorro       | LINEAR          | —         | MPC                           |
| 81079      | 2000 ES88  | 9 mar 2000  | Socorro       | LINEAR          | —         | MPC                           |
| 81080      | 2000 ET88  | 9 mar 2000  | Socorro       | LINEAR          | —         | MPC                           |
| 81081      | 2000 EJ89  | 9 mar 2000  | Socorro       | LINEAR          | —         | MPC                           |
| 81082      | 2000 EK89  | 9 mar 2000  | Socorro       | LINEAR          | —         | MPC                           |
| 81083      | 2000 EX89  | 9 mar 2000  | Socorro       | LINEAR          | —         | MPC                           |
| 81084      | 2000 EY89  | 9 mar 2000  | Socorro       | LINEAR          | —         | MPC                           |
| 81085      | 2000 EO90  | 9 mar 2000  | Socorro       | LINEAR          | —         | MPC                           |
| 81086      | 2000 EN91  | 9 mar 2000  | Socorro       | LINEAR          | —         | MPC                           |
| 81087      | 2000 EU91  | 9 mar 2000  | Socorro       | LINEAR          | —         | MPC                           |
| 81088      | 2000 EM92  | 9 mar 2000  | Socorro       | LINEAR          | —         | MPC                           |
| 81089      | 2000 EQ92  | 9 mar 2000  | Socorro       | LINEAR          | —         | MPC                           |
| 81090      | 2000 EG95  | 9 mar 2000  | Socorro       | LINEAR          | —         | MPC                           |
| 81091      | 2000 EO95  | 10 mar 2000 | Socorro       | LINEAR          | —         | MPC                           |
| 81092      | 2000 ES100 | 12 mar 2000 | Kitt Peak     | Spacewatch      | —         | MPC                           |
| 81093      | 2000 EH102 | 14 mar 2000 | Kitt Peak     | Spacewatch      | —         | MPC                           |
| 81094      | 2000 ER104 | 13 mar 2000 | Socorro       | LINEAR          | —         | MPC                           |
| 81095      | 2000 EK105 | 11 mar 2000 | Anderson Mesa | LONEOS          | —         | MPC                           |
| 81096      | 2000 EG106 | 11 mar 2000 | Anderson Mesa | LONEOS          | —         | MPC                           |
| 81097      | 2000 EE107 | 5 mar 2000  | Haleakalā     | NEAT            | —         | MPC                           |
| 81098      | 2000 EH108 | 8 mar 2000  | Socorro       | LINEAR          | —         | MPC                           |
| 81099      | 2000 EG109 | 8 mar 2000  | Haleakalā     | NEAT            | —         | MPC                           |
| 81100      | 2000 EO109 | 8 mar 2000  | Haleakala     | NEAT            | —         | MPC                           |

## 81101–81200
| Designação | Designação | Descoberta  | Descoberta    | Descobridor(es) | Categoria | Mais informações / Referência |
| Permanente | Provisória | Data        | Local         | Descobridor(es) | Categoria | Mais informações / Referência |
| ---------- | ---------- | ----------- | ------------- | --------------- | --------- | ----------------------------- |
| 81101      | 2000 ER109 | 8 mar 2000  | Haleakalā     | NEAT            | —         | MPC                           |
| 81102      | 2000 EU110 | 8 mar 2000  | Haleakala     | NEAT            | —         | MPC                           |
| 81103      | 2000 ES112 | 9 mar 2000  | Socorro       | LINEAR          | —         | MPC                           |
| 81104      | 2000 EW112 | 9 mar 2000  | Socorro       | LINEAR          | —         | MPC                           |
| 81105      | 2000 EM114 | 9 mar 2000  | Socorro       | LINEAR          | —         | MPC                           |
| 81106      | 2000 EW115 | 10 mar 2000 | Kitt Peak     | Spacewatch      | —         | MPC                           |
| 81107      | 2000 EY116 | 10 mar 2000 | Socorro       | LINEAR          | —         | MPC                           |
| 81108      | 2000 EG118 | 11 mar 2000 | Anderson Mesa | LONEOS          | —         | MPC                           |
| 81109      | 2000 EN120 | 11 mar 2000 | Anderson Mesa | LONEOS          | —         | MPC                           |
| 81110      | 2000 ET120 | 11 mar 2000 | Anderson Mesa | LONEOS          | —         | MPC                           |
| 81111      | 2000 EM121 | 11 mar 2000 | Anderson Mesa | LONEOS          | Phocaea   | MPC                           |
| 81112      | 2000 EQ123 | 11 mar 2000 | Anderson Mesa | LONEOS          | Mitidika  | MPC                           |
| 81113      | 2000 EU123 | 11 mar 2000 | Anderson Mesa | LONEOS          | —         | MPC                           |
| 81114      | 2000 EV123 | 11 mar 2000 | Anderson Mesa | LONEOS          | —         | MPC                           |
| 81115      | 2000 EX123 | 11 mar 2000 | Anderson Mesa | LONEOS          | —         | MPC                           |
| 81116      | 2000 EY123 | 11 mar 2000 | Anderson Mesa | LONEOS          | —         | MPC                           |
| 81117      | 2000 EL124 | 11 mar 2000 | Anderson Mesa | LONEOS          | —         | MPC                           |
| 81118      | 2000 EP125 | 11 mar 2000 | Anderson Mesa | LONEOS          | —         | MPC                           |
| 81119      | 2000 EW125 | 11 mar 2000 | Anderson Mesa | LONEOS          | —         | MPC                           |
| 81120      | 2000 ED126 | 11 mar 2000 | Anderson Mesa | LONEOS          | —         | MPC                           |
| 81121      | 2000 ET126 | 11 mar 2000 | Anderson Mesa | LONEOS          | —         | MPC                           |
| 81122      | 2000 EZ126 | 11 mar 2000 | Anderson Mesa | LONEOS          | —         | MPC                           |
| 81123      | 2000 EA128 | 11 mar 2000 | Anderson Mesa | LONEOS          | —         | MPC                           |
| 81124      | 2000 EB129 | 11 mar 2000 | Anderson Mesa | LONEOS          | —         | MPC                           |
| 81125      | 2000 EJ129 | 11 mar 2000 | Anderson Mesa | LONEOS          | —         | MPC                           |
| 81126      | 2000 EQ129 | 11 mar 2000 | Anderson Mesa | LONEOS          | —         | MPC                           |
| 81127      | 2000 EW129 | 11 mar 2000 | Anderson Mesa | LONEOS          | Mitidika  | MPC                           |
| 81128      | 2000 EB131 | 11 mar 2000 | Anderson Mesa | LONEOS          | —         | MPC                           |
| 81129      | 2000 ED131 | 11 mar 2000 | Anderson Mesa | LONEOS          | —         | MPC                           |
| 81130      | 2000 EJ131 | 11 mar 2000 | Socorro       | LINEAR          | —         | MPC                           |
| 81131      | 2000 EW131 | 11 mar 2000 | Anderson Mesa | LONEOS          | —         | MPC                           |
| 81132      | 2000 EU133 | 11 mar 2000 | Anderson Mesa | LONEOS          | —         | MPC                           |
| 81133      | 2000 EA134 | 11 mar 2000 | Anderson Mesa | LONEOS          | —         | MPC                           |
| 81134      | 2000 ED134 | 11 mar 2000 | Anderson Mesa | LONEOS          | —         | MPC                           |
| 81135      | 2000 EG134 | 11 mar 2000 | Anderson Mesa | LONEOS          | —         | MPC                           |
| 81136      | 2000 EK134 | 11 mar 2000 | Anderson Mesa | LONEOS          | —         | MPC                           |
| 81137      | 2000 EX135 | 11 mar 2000 | Anderson Mesa | LONEOS          | —         | MPC                           |
| 81138      | 2000 ED136 | 11 mar 2000 | Socorro       | LINEAR          | Eos       | MPC                           |
| 81139      | 2000 EE136 | 11 mar 2000 | Socorro       | LINEAR          | —         | MPC                           |
| 81140      | 2000 EX136 | 12 mar 2000 | Socorro       | LINEAR          | —         | MPC                           |
| 81141      | 2000 EP137 | 7 mar 2000  | Socorro       | LINEAR          | —         | MPC                           |
| 81142      | 2000 ES138 | 11 mar 2000 | Catalina      | CSS             | —         | MPC                           |
| 81143      | 2000 ES139 | 12 mar 2000 | Catalina      | CSS             | —         | MPC                           |
| 81144      | 2000 EX139 | 12 mar 2000 | Catalina      | CSS             | —         | MPC                           |
| 81145      | 2000 EN141 | 2 mar 2000  | Catalina      | CSS             | —         | MPC                           |
| 81146      | 2000 EW142 | 3 mar 2000  | Catalina      | CSS             | —         | MPC                           |
| 81147      | 2000 EF145 | 3 mar 2000  | Catalina      | CSS             | —         | MPC                           |
| 81148      | 2000 EN145 | 3 mar 2000  | Catalina      | CSS             | —         | MPC                           |
| 81149      | 2000 ED146 | 4 mar 2000  | Socorro       | LINEAR          | —         | MPC                           |
| 81150      | 2000 EO146 | 4 mar 2000  | Socorro       | LINEAR          | —         | MPC                           |
| 81151      | 2000 EV146 | 4 mar 2000  | Socorro       | LINEAR          | Pallas    | MPC                           |
| 81152      | 2000 EY148 | 4 mar 2000  | Catalina      | CSS             | Phocaea   | MPC                           |
| 81153      | 2000 ES150 | 5 mar 2000  | Haleakalā     | NEAT            | —         | MPC                           |
| 81154      | 2000 EC152 | 6 mar 2000  | Haleakala     | NEAT            | —         | MPC                           |
| 81155      | 2000 EL152 | 6 mar 2000  | Haleakala     | NEAT            | —         | MPC                           |
| 81156      | 2000 ES152 | 6 mar 2000  | Haleakala     | NEAT            | —         | MPC                           |
| 81157      | 2000 EA153 | 6 mar 2000  | Haleakala     | NEAT            | —         | MPC                           |
| 81158      | 2000 EE154 | 6 mar 2000  | Haleakala     | NEAT            | —         | MPC                           |
| 81159      | 2000 EF154 | 6 mar 2000  | Haleakala     | NEAT            | —         | MPC                           |
| 81160      | 2000 EU154 | 6 mar 2000  | Haleakala     | NEAT            | —         | MPC                           |
| 81161      | 2000 ES156 | 10 mar 2000 | Socorro       | LINEAR          | —         | MPC                           |
| 81162      | 2000 EK158 | 12 mar 2000 | Anderson Mesa | LONEOS          | —         | MPC                           |
| 81163      | 2000 ER158 | 12 mar 2000 | Anderson Mesa | LONEOS          | Phocaea   | MPC                           |
| 81164      | 2000 ED159 | 3 mar 2000  | Socorro       | LINEAR          | —         | MPC                           |
| 81165      | 2000 EY159 | 3 mar 2000  | Socorro       | LINEAR          | —         | MPC                           |
| 81166      | 2000 ES160 | 3 mar 2000  | Socorro       | LINEAR          | —         | MPC                           |
| 81167      | 2000 EH164 | 3 mar 2000  | Socorro       | LINEAR          | —         | MPC                           |
| 81168      | 2000 ED165 | 3 mar 2000  | Socorro       | LINEAR          | —         | MPC                           |
| 81169      | 2000 EL165 | 3 mar 2000  | Socorro       | LINEAR          | —         | MPC                           |
| 81170      | 2000 ES165 | 3 mar 2000  | Socorro       | LINEAR          | —         | MPC                           |
| 81171      | 2000 EE166 | 3 mar 2000  | Socorro       | LINEAR          | —         | MPC                           |
| 81172      | 2000 EQ166 | 4 mar 2000  | Socorro       | LINEAR          | —         | MPC                           |
| 81173      | 2000 EY167 | 4 mar 2000  | Socorro       | LINEAR          | Eos       | MPC                           |
| 81174      | 2000 EO170 | 5 mar 2000  | Socorro       | LINEAR          | —         | MPC                           |
| 81175      | 2000 ER170 | 5 mar 2000  | Socorro       | LINEAR          | —         | MPC                           |
| 81176      | 2000 EO171 | 5 mar 2000  | Socorro       | LINEAR          | —         | MPC                           |
| 81177      | 2000 EJ173 | 4 mar 2000  | Socorro       | LINEAR          | —         | MPC                           |
| 81178      | 2000 EB175 | 2 mar 2000  | Catalina      | CSS             | —         | MPC                           |
| 81179      | 2000 EL179 | 4 mar 2000  | Socorro       | LINEAR          | —         | MPC                           |
| 81180      | 2000 EJ180 | 4 mar 2000  | Socorro       | LINEAR          | —         | MPC                           |
| 81181      | 2000 EH182 | 4 mar 2000  | Socorro       | LINEAR          | —         | MPC                           |
| 81182      | 2000 EW183 | 5 mar 2000  | Socorro       | LINEAR          | —         | MPC                           |
| 81183      | 2000 EX183 | 5 mar 2000  | Socorro       | LINEAR          | —         | MPC                           |
| 81184      | 2000 EK186 | 2 mar 2000  | Kitt Peak     | Spacewatch      | —         | MPC                           |
| 81185      | 2000 EM186 | 2 mar 2000  | Catalina      | CSS             | —         | MPC                           |
| 81186      | 2000 ED189 | 3 mar 2000  | Socorro       | LINEAR          | —         | MPC                           |
| 81187      | 2000 EL190 | 3 mar 2000  | Socorro       | LINEAR          | —         | MPC                           |
| 81188      | 2000 EB193 | 3 mar 2000  | Socorro       | LINEAR          | —         | MPC                           |
| 81189      | 2000 EE193 | 3 mar 2000  | Socorro       | LINEAR          | —         | MPC                           |
| 81190      | 2000 EY193 | 3 mar 2000  | Socorro       | LINEAR          | —         | MPC                           |
| 81191      | 2000 EJ194 | 3 mar 2000  | Socorro       | LINEAR          | —         | MPC                           |
| 81192      | 2000 EX195 | 3 mar 2000  | Socorro       | LINEAR          | —         | MPC                           |
| 81193      | 2000 EW197 | 1 mar 2000  | Catalina      | CSS             | —         | MPC                           |
| 81194      | 2000 EF198 | 1 mar 2000  | Catalina      | CSS             | —         | MPC                           |
| 81195      | 2000 EN198 | 1 mar 2000  | Catalina      | CSS             | —         | MPC                           |
| 81196      | 2000 FT1   | 25 mar 2000 | Kitt Peak     | Spacewatch      | —         | MPC                           |
| 81197      | 2000 FQ2   | 26 mar 2000 | Kitt Peak     | Spacewatch      | —         | MPC                           |
| 81198      | 2000 FS4   | 27 mar 2000 | Kitt Peak     | Spacewatch      | —         | MPC                           |
| 81199      | 2000 FK5   | 25 mar 2000 | Kitt Peak     | Spacewatch      | —         | MPC                           |
| 81200      | 2000 FP5   | 25 mar 2000 | Kitt Peak     | Spacewatch      | —         | MPC                           |

## 81201–81300
| Designação      | Designação | Descoberta  | Descoberta          | Descobridor(es) | Categoria | Mais informações / Referência |
| Permanente      | Provisória | Data        | Local               | Descobridor(es) | Categoria | Mais informações / Referência |
| --------------- | ---------- | ----------- | ------------------- | --------------- | --------- | ----------------------------- |
| 81201           | 2000 FL6   | 25 mar 2000 | Kitt Peak           | Spacewatch      | —         | MPC                           |
| 81202           | 2000 FV8   | 29 mar 2000 | Kitt Peak           | Spacewatch      | —         | MPC                           |
| 81203 Polynesia | 2000 FQ10  | 23 mar 2000 | Punaauia            | J.-C. Pelle     | —         | MPC                           |
| 81204           | 2000 FV10  | 30 mar 2000 | Kitt Peak           | Spacewatch      | —         | MPC                           |
| 81205           | 2000 FW10  | 30 mar 2000 | Kitt Peak           | Spacewatch      | —         | MPC                           |
| 81206           | 2000 FB11  | 30 mar 2000 | Višnjan Observatory | K. Korlević     | —         | MPC                           |
| 81207           | 2000 FD15  | 29 mar 2000 | Kvistaberg          | UDAS            | —         | MPC                           |
| 81208           | 2000 FO15  | 28 mar 2000 | Socorro             | LINEAR          | —         | MPC                           |
| 81209           | 2000 FQ15  | 28 mar 2000 | Socorro             | LINEAR          | —         | MPC                           |
| 81210           | 2000 FT16  | 28 mar 2000 | Socorro             | LINEAR          | —         | MPC                           |
| 81211           | 2000 FX16  | 28 mar 2000 | Socorro             | LINEAR          | —         | MPC                           |
| 81212           | 2000 FD18  | 29 mar 2000 | Socorro             | LINEAR          | —         | MPC                           |
| 81213           | 2000 FJ18  | 29 mar 2000 | Socorro             | LINEAR          | —         | MPC                           |
| 81214           | 2000 FL18  | 29 mar 2000 | Socorro             | LINEAR          | —         | MPC                           |
| 81215           | 2000 FM18  | 29 mar 2000 | Socorro             | LINEAR          | —         | MPC                           |
| 81216           | 2000 FQ18  | 29 mar 2000 | Socorro             | LINEAR          | —         | MPC                           |
| 81217           | 2000 FQ19  | 29 mar 2000 | Socorro             | LINEAR          | Phocaea   | MPC                           |
| 81218           | 2000 FC20  | 29 mar 2000 | Socorro             | LINEAR          | —         | MPC                           |
| 81219           | 2000 FU20  | 29 mar 2000 | Socorro             | LINEAR          | —         | MPC                           |
| 81220           | 2000 FO21  | 29 mar 2000 | Socorro             | LINEAR          | Phocaea   | MPC                           |
| 81221           | 2000 FY21  | 29 mar 2000 | Socorro             | LINEAR          | —         | MPC                           |
| 81222           | 2000 FE22  | 29 mar 2000 | Socorro             | LINEAR          | —         | MPC                           |
| 81223           | 2000 FP23  | 29 mar 2000 | Socorro             | LINEAR          | —         | MPC                           |
| 81224           | 2000 FV23  | 29 mar 2000 | Socorro             | LINEAR          | —         | MPC                           |
| 81225           | 2000 FE24  | 29 mar 2000 | Socorro             | LINEAR          | Phocaea   | MPC                           |
| 81226           | 2000 FF24  | 29 mar 2000 | Socorro             | LINEAR          | —         | MPC                           |
| 81227           | 2000 FK24  | 29 mar 2000 | Socorro             | LINEAR          | —         | MPC                           |
| 81228           | 2000 FG25  | 26 mar 2000 | Anderson Mesa       | LONEOS          | Mitidika  | MPC                           |
| 81229           | 2000 FF26  | 27 mar 2000 | Anderson Mesa       | LONEOS          | —         | MPC                           |
| 81230           | 2000 FN26  | 27 mar 2000 | Anderson Mesa       | LONEOS          | Phocaea   | MPC                           |
| 81231           | 2000 FV26  | 27 mar 2000 | Anderson Mesa       | LONEOS          | —         | MPC                           |
| 81232           | 2000 FW26  | 27 mar 2000 | Anderson Mesa       | LONEOS          | —         | MPC                           |
| 81233           | 2000 FX26  | 27 mar 2000 | Anderson Mesa       | LONEOS          | —         | MPC                           |
| 81234           | 2000 FD27  | 27 mar 2000 | Anderson Mesa       | LONEOS          | —         | MPC                           |
| 81235           | 2000 FM27  | 27 mar 2000 | Anderson Mesa       | LONEOS          | —         | MPC                           |
| 81236           | 2000 FZ27  | 27 mar 2000 | Anderson Mesa       | LONEOS          | —         | MPC                           |
| 81237           | 2000 FD28  | 27 mar 2000 | Anderson Mesa       | LONEOS          | —         | MPC                           |
| 81238           | 2000 FN28  | 27 mar 2000 | Anderson Mesa       | LONEOS          | —         | MPC                           |
| 81239           | 2000 FR28  | 27 mar 2000 | Anderson Mesa       | LONEOS          | —         | MPC                           |
| 81240           | 2000 FO29  | 27 mar 2000 | Anderson Mesa       | LONEOS          | —         | MPC                           |
| 81241           | 2000 FW29  | 27 mar 2000 | Anderson Mesa       | LONEOS          | —         | MPC                           |
| 81242           | 2000 FB30  | 27 mar 2000 | Anderson Mesa       | LONEOS          | —         | MPC                           |
| 81243           | 2000 FJ31  | 28 mar 2000 | Socorro             | LINEAR          | —         | MPC                           |
| 81244           | 2000 FC33  | 29 mar 2000 | Socorro             | LINEAR          | —         | MPC                           |
| 81245           | 2000 FU33  | 29 mar 2000 | Socorro             | LINEAR          | —         | MPC                           |
| 81246           | 2000 FH34  | 29 mar 2000 | Socorro             | LINEAR          | —         | MPC                           |
| 81247           | 2000 FR34  | 29 mar 2000 | Socorro             | LINEAR          | Phocaea   | MPC                           |
| 81248           | 2000 FU34  | 29 mar 2000 | Socorro             | LINEAR          | —         | MPC                           |
| 81249           | 2000 FV34  | 29 mar 2000 | Socorro             | LINEAR          | —         | MPC                           |
| 81250           | 2000 FX34  | 29 mar 2000 | Socorro             | LINEAR          | —         | MPC                           |
| 81251           | 2000 FC35  | 29 mar 2000 | Socorro             | LINEAR          | —         | MPC                           |
| 81252           | 2000 FG35  | 29 mar 2000 | Socorro             | LINEAR          | —         | MPC                           |
| 81253           | 2000 FN35  | 29 mar 2000 | Socorro             | LINEAR          | —         | MPC                           |
| 81254           | 2000 FR35  | 29 mar 2000 | Socorro             | LINEAR          | —         | MPC                           |
| 81255           | 2000 FT35  | 29 mar 2000 | Socorro             | LINEAR          | —         | MPC                           |
| 81256           | 2000 FM36  | 29 mar 2000 | Socorro             | LINEAR          | —         | MPC                           |
| 81257           | 2000 FQ36  | 29 mar 2000 | Socorro             | LINEAR          | —         | MPC                           |
| 81258           | 2000 FD38  | 29 mar 2000 | Socorro             | LINEAR          | —         | MPC                           |
| 81259           | 2000 FS38  | 29 mar 2000 | Socorro             | LINEAR          | Mitidika  | MPC                           |
| 81260           | 2000 FJ41  | 29 mar 2000 | Socorro             | LINEAR          | —         | MPC                           |
| 81261           | 2000 FP43  | 29 mar 2000 | Socorro             | LINEAR          | —         | MPC                           |
| 81262           | 2000 FW43  | 29 mar 2000 | Socorro             | LINEAR          | —         | MPC                           |
| 81263           | 2000 FZ43  | 29 mar 2000 | Socorro             | LINEAR          | —         | MPC                           |
| 81264           | 2000 FF45  | 29 mar 2000 | Socorro             | LINEAR          | —         | MPC                           |
| 81265           | 2000 FH45  | 29 mar 2000 | Socorro             | LINEAR          | —         | MPC                           |
| 81266           | 2000 FT45  | 29 mar 2000 | Socorro             | LINEAR          | —         | MPC                           |
| 81267           | 2000 FA46  | 29 mar 2000 | Socorro             | LINEAR          | —         | MPC                           |
| 81268           | 2000 FY47  | 29 mar 2000 | Socorro             | LINEAR          | —         | MPC                           |
| 81269           | 2000 FK48  | 29 mar 2000 | Socorro             | LINEAR          | —         | MPC                           |
| 81270           | 2000 FN48  | 29 mar 2000 | Socorro             | LINEAR          | —         | MPC                           |
| 81271           | 2000 FS48  | 30 mar 2000 | Socorro             | LINEAR          | Eos       | MPC                           |
| 81272           | 2000 FA49  | 30 mar 2000 | Socorro             | LINEAR          | —         | MPC                           |
| 81273           | 2000 FA50  | 30 mar 2000 | Socorro             | LINEAR          | —         | MPC                           |
| 81274           | 2000 FA51  | 29 mar 2000 | Kitt Peak           | Spacewatch      | —         | MPC                           |
| 81275           | 2000 FC53  | 30 mar 2000 | Kitt Peak           | Spacewatch      | —         | MPC                           |
| 81276           | 2000 FC54  | 27 mar 2000 | Anderson Mesa       | LONEOS          | —         | MPC                           |
| 81277           | 2000 FZ55  | 29 mar 2000 | Socorro             | LINEAR          | —         | MPC                           |
| 81278           | 2000 FK56  | 29 mar 2000 | Socorro             | LINEAR          | —         | MPC                           |
| 81279           | 2000 FU56  | 29 mar 2000 | Socorro             | LINEAR          | —         | MPC                           |
| 81280           | 2000 FK57  | 29 mar 2000 | Socorro             | LINEAR          | —         | MPC                           |
| 81281           | 2000 FP58  | 26 mar 2000 | Anderson Mesa       | LONEOS          | —         | MPC                           |
| 81282           | 2000 FC59  | 28 mar 2000 | Socorro             | LINEAR          | —         | MPC                           |
| 81283           | 2000 FF59  | 29 mar 2000 | Socorro             | LINEAR          | —         | MPC                           |
| 81284           | 2000 FK59  | 29 mar 2000 | Socorro             | LINEAR          | —         | MPC                           |
| 81285           | 2000 FT59  | 29 mar 2000 | Socorro             | LINEAR          | —         | MPC                           |
| 81286           | 2000 FE61  | 29 mar 2000 | Socorro             | LINEAR          | —         | MPC                           |
| 81287           | 2000 FG62  | 26 mar 2000 | Anderson Mesa       | LONEOS          | —         | MPC                           |
| 81288           | 2000 FP63  | 29 mar 2000 | Socorro             | LINEAR          | —         | MPC                           |
| 81289           | 2000 FC65  | 26 mar 2000 | Anderson Mesa       | LONEOS          | —         | MPC                           |
| 81290           | 2000 FM69  | 27 mar 2000 | Anderson Mesa       | LONEOS          | —         | MPC                           |
| 81291           | 2000 FA70  | 27 mar 2000 | Kitt Peak           | Spacewatch      | —         | MPC                           |
| 81292           | 2000 FQ71  | 26 mar 2000 | Anderson Mesa       | LONEOS          | —         | MPC                           |
| 81293           | 2000 FR72  | 25 mar 2000 | Kitt Peak           | Spacewatch      | —         | MPC                           |
| 81294           | 2000 GM    | 2 abr 2000  | Prescott            | P. G. Comba     | —         | MPC                           |
| 81295           | 2000 GU    | 2 abr 2000  | Kitt Peak           | Spacewatch      | —         | MPC                           |
| 81296           | 2000 GJ1   | 2 abr 2000  | Socorro             | LINEAR          | —         | MPC                           |
| 81297           | 2000 GR1   | 4 abr 2000  | Prescott            | P. G. Comba     | —         | MPC                           |
| 81298           | 2000 GW1   | 4 abr 2000  | Socorro             | LINEAR          | —         | MPC                           |
| 81299           | 2000 GP2   | 2 abr 2000  | Socorro             | LINEAR          | —         | MPC                           |
| 81300           | 2000 GW2   | 3 abr 2000  | Socorro             | LINEAR          | —         | MPC                           |

## 81301–81400
| Designação | Designação | Descoberta | Descoberta | Descobridor(es) | Categoria | Mais informações / Referência |
| Permanente | Provisória | Data       | Local      | Descobridor(es) | Categoria | Mais informações / Referência |
| ---------- | ---------- | ---------- | ---------- | --------------- | --------- | ----------------------------- |
| 81301      | 2000 GM3   | 5 abr 2000 | Socorro    | LINEAR          | —         | MPC                           |
| 81302      | 2000 GE5   | 3 abr 2000 | Socorro    | LINEAR          | —         | MPC                           |
| 81303      | 2000 GY5   | 4 abr 2000 | Socorro    | LINEAR          | —         | MPC                           |
| 81304      | 2000 GZ5   | 4 abr 2000 | Socorro    | LINEAR          | —         | MPC                           |
| 81305      | 2000 GP6   | 4 abr 2000 | Socorro    | LINEAR          | —         | MPC                           |
| 81306      | 2000 GV7   | 4 abr 2000 | Socorro    | LINEAR          | —         | MPC                           |
| 81307      | 2000 GZ8   | 5 abr 2000 | Socorro    | LINEAR          | —         | MPC                           |
| 81308      | 2000 GC9   | 5 abr 2000 | Socorro    | LINEAR          | —         | MPC                           |
| 81309      | 2000 GD10  | 5 abr 2000 | Socorro    | LINEAR          | Mitidika  | MPC                           |
| 81310      | 2000 GM10  | 5 abr 2000 | Socorro    | LINEAR          | —         | MPC                           |
| 81311      | 2000 GU10  | 5 abr 2000 | Socorro    | LINEAR          | —         | MPC                           |
| 81312      | 2000 GL11  | 5 abr 2000 | Socorro    | LINEAR          | —         | MPC                           |
| 81313      | 2000 GD12  | 5 abr 2000 | Socorro    | LINEAR          | —         | MPC                           |
| 81314      | 2000 GQ12  | 5 abr 2000 | Socorro    | LINEAR          | —         | MPC                           |
| 81315      | 2000 GX12  | 5 abr 2000 | Socorro    | LINEAR          | —         | MPC                           |
| 81316      | 2000 GE13  | 5 abr 2000 | Socorro    | LINEAR          | —         | MPC                           |
| 81317      | 2000 GM14  | 5 abr 2000 | Socorro    | LINEAR          | —         | MPC                           |
| 81318      | 2000 GW14  | 5 abr 2000 | Socorro    | LINEAR          | —         | MPC                           |
| 81319      | 2000 GB15  | 5 abr 2000 | Socorro    | LINEAR          | —         | MPC                           |
| 81320      | 2000 GP15  | 5 abr 2000 | Socorro    | LINEAR          | —         | MPC                           |
| 81321      | 2000 GE17  | 5 abr 2000 | Socorro    | LINEAR          | —         | MPC                           |
| 81322      | 2000 GC20  | 5 abr 2000 | Socorro    | LINEAR          | —         | MPC                           |
| 81323      | 2000 GM20  | 5 abr 2000 | Socorro    | LINEAR          | —         | MPC                           |
| 81324      | 2000 GC21  | 5 abr 2000 | Socorro    | LINEAR          | —         | MPC                           |
| 81325      | 2000 GM22  | 5 abr 2000 | Socorro    | LINEAR          | —         | MPC                           |
| 81326      | 2000 GO25  | 5 abr 2000 | Socorro    | LINEAR          | —         | MPC                           |
| 81327      | 2000 GY26  | 5 abr 2000 | Socorro    | LINEAR          | —         | MPC                           |
| 81328      | 2000 GA28  | 5 abr 2000 | Socorro    | LINEAR          | —         | MPC                           |
| 81329      | 2000 GE28  | 5 abr 2000 | Socorro    | LINEAR          | —         | MPC                           |
| 81330      | 2000 GN30  | 5 abr 2000 | Socorro    | LINEAR          | —         | MPC                           |
| 81331      | 2000 GF32  | 5 abr 2000 | Socorro    | LINEAR          | —         | MPC                           |
| 81332      | 2000 GJ32  | 5 abr 2000 | Socorro    | LINEAR          | —         | MPC                           |
| 81333      | 2000 GR32  | 5 abr 2000 | Socorro    | LINEAR          | —         | MPC                           |
| 81334      | 2000 GS32  | 5 abr 2000 | Socorro    | LINEAR          | —         | MPC                           |
| 81335      | 2000 GP33  | 5 abr 2000 | Socorro    | LINEAR          | —         | MPC                           |
| 81336      | 2000 GX35  | 5 abr 2000 | Socorro    | LINEAR          | —         | MPC                           |
| 81337      | 2000 GP36  | 5 abr 2000 | Socorro    | LINEAR          | Flora     | MPC                           |
| 81338      | 2000 GR37  | 5 abr 2000 | Socorro    | LINEAR          | —         | MPC                           |
| 81339      | 2000 GB38  | 5 abr 2000 | Socorro    | LINEAR          | —         | MPC                           |
| 81340      | 2000 GL38  | 5 abr 2000 | Socorro    | LINEAR          | —         | MPC                           |
| 81341      | 2000 GS38  | 5 abr 2000 | Socorro    | LINEAR          | —         | MPC                           |
| 81342      | 2000 GJ40  | 5 abr 2000 | Socorro    | LINEAR          | Phocaea   | MPC                           |
| 81343      | 2000 GB41  | 5 abr 2000 | Socorro    | LINEAR          | —         | MPC                           |
| 81344      | 2000 GJ41  | 5 abr 2000 | Socorro    | LINEAR          | —         | MPC                           |
| 81345      | 2000 GW41  | 5 abr 2000 | Socorro    | LINEAR          | —         | MPC                           |
| 81346      | 2000 GX43  | 5 abr 2000 | Socorro    | LINEAR          | —         | MPC                           |
| 81347      | 2000 GB47  | 5 abr 2000 | Socorro    | LINEAR          | —         | MPC                           |
| 81348      | 2000 GP47  | 5 abr 2000 | Socorro    | LINEAR          | —         | MPC                           |
| 81349      | 2000 GV47  | 5 abr 2000 | Socorro    | LINEAR          | —         | MPC                           |
| 81350      | 2000 GC49  | 5 abr 2000 | Socorro    | LINEAR          | —         | MPC                           |
| 81351      | 2000 GH50  | 5 abr 2000 | Socorro    | LINEAR          | —         | MPC                           |
| 81352      | 2000 GN50  | 5 abr 2000 | Socorro    | LINEAR          | —         | MPC                           |
| 81353      | 2000 GP50  | 5 abr 2000 | Socorro    | LINEAR          | —         | MPC                           |
| 81354      | 2000 GR52  | 5 abr 2000 | Socorro    | LINEAR          | —         | MPC                           |
| 81355      | 2000 GT52  | 5 abr 2000 | Socorro    | LINEAR          | —         | MPC                           |
| 81356      | 2000 GT53  | 5 abr 2000 | Socorro    | LINEAR          | —         | MPC                           |
| 81357      | 2000 GV55  | 5 abr 2000 | Socorro    | LINEAR          | —         | MPC                           |
| 81358      | 2000 GH57  | 5 abr 2000 | Socorro    | LINEAR          | —         | MPC                           |
| 81359      | 2000 GR57  | 5 abr 2000 | Socorro    | LINEAR          | Phocaea   | MPC                           |
| 81360      | 2000 GL58  | 5 abr 2000 | Socorro    | LINEAR          | —         | MPC                           |
| 81361      | 2000 GN59  | 5 abr 2000 | Socorro    | LINEAR          | —         | MPC                           |
| 81362      | 2000 GU59  | 5 abr 2000 | Socorro    | LINEAR          | —         | MPC                           |
| 81363      | 2000 GO60  | 5 abr 2000 | Socorro    | LINEAR          | —         | MPC                           |
| 81364      | 2000 GG61  | 5 abr 2000 | Socorro    | LINEAR          | —         | MPC                           |
| 81365      | 2000 GX61  | 5 abr 2000 | Socorro    | LINEAR          | —         | MPC                           |
| 81366      | 2000 GM63  | 5 abr 2000 | Socorro    | LINEAR          | —         | MPC                           |
| 81367      | 2000 GN64  | 5 abr 2000 | Socorro    | LINEAR          | —         | MPC                           |
| 81368      | 2000 GR64  | 5 abr 2000 | Socorro    | LINEAR          | Themis    | MPC                           |
| 81369      | 2000 GT64  | 5 abr 2000 | Socorro    | LINEAR          | —         | MPC                           |
| 81370      | 2000 GV64  | 5 abr 2000 | Socorro    | LINEAR          | —         | MPC                           |
| 81371      | 2000 GB65  | 5 abr 2000 | Socorro    | LINEAR          | Phocaea   | MPC                           |
| 81372      | 2000 GG65  | 5 abr 2000 | Socorro    | LINEAR          | —         | MPC                           |
| 81373      | 2000 GA67  | 5 abr 2000 | Socorro    | LINEAR          | —         | MPC                           |
| 81374      | 2000 GE67  | 5 abr 2000 | Socorro    | LINEAR          | —         | MPC                           |
| 81375      | 2000 GZ68  | 5 abr 2000 | Socorro    | LINEAR          | —         | MPC                           |
| 81376      | 2000 GB69  | 5 abr 2000 | Socorro    | LINEAR          | —         | MPC                           |
| 81377      | 2000 GG69  | 5 abr 2000 | Socorro    | LINEAR          | Phocaea   | MPC                           |
| 81378      | 2000 GT69  | 5 abr 2000 | Socorro    | LINEAR          | —         | MPC                           |
| 81379      | 2000 GO70  | 5 abr 2000 | Socorro    | LINEAR          | —         | MPC                           |
| 81380      | 2000 GT70  | 5 abr 2000 | Socorro    | LINEAR          | —         | MPC                           |
| 81381      | 2000 GJ71  | 5 abr 2000 | Socorro    | LINEAR          | —         | MPC                           |
| 81382      | 2000 GO71  | 5 abr 2000 | Socorro    | LINEAR          | —         | MPC                           |
| 81383      | 2000 GP71  | 5 abr 2000 | Socorro    | LINEAR          | Phocaea   | MPC                           |
| 81384      | 2000 GU71  | 5 abr 2000 | Socorro    | LINEAR          | —         | MPC                           |
| 81385      | 2000 GM72  | 5 abr 2000 | Socorro    | LINEAR          | —         | MPC                           |
| 81386      | 2000 GT73  | 5 abr 2000 | Socorro    | LINEAR          | —         | MPC                           |
| 81387      | 2000 GD75  | 5 abr 2000 | Socorro    | LINEAR          | —         | MPC                           |
| 81388      | 2000 GG75  | 5 abr 2000 | Socorro    | LINEAR          | —         | MPC                           |
| 81389      | 2000 GR78  | 5 abr 2000 | Socorro    | LINEAR          | —         | MPC                           |
| 81390      | 2000 GB79  | 5 abr 2000 | Socorro    | LINEAR          | —         | MPC                           |
| 81391      | 2000 GP79  | 5 abr 2000 | Socorro    | LINEAR          | —         | MPC                           |
| 81392      | 2000 GH81  | 6 abr 2000 | Socorro    | LINEAR          | —         | MPC                           |
| 81393      | 2000 GL81  | 6 abr 2000 | Socorro    | LINEAR          | —         | MPC                           |
| 81394      | 2000 GV82  | 7 abr 2000 | Haleakalā  | NEAT            | —         | MPC                           |
| 81395      | 2000 GK83  | 3 abr 2000 | Socorro    | LINEAR          | —         | MPC                           |
| 81396      | 2000 GO83  | 3 abr 2000 | Socorro    | LINEAR          | —         | MPC                           |
| 81397      | 2000 GZ83  | 3 abr 2000 | Socorro    | LINEAR          | —         | MPC                           |
| 81398      | 2000 GP84  | 3 abr 2000 | Socorro    | LINEAR          | —         | MPC                           |
| 81399      | 2000 GY84  | 3 abr 2000 | Socorro    | LINEAR          | —         | MPC                           |
| 81400      | 2000 GA85  | 3 abr 2000 | Socorro    | LINEAR          | —         | MPC                           |

## 81401–81500
| Designação | Designação | Descoberta  | Descoberta    | Descobridor(es) | Categoria | Mais informações / Referência |
| Permanente | Provisória | Data        | Local         | Descobridor(es) | Categoria | Mais informações / Referência |
| ---------- | ---------- | ----------- | ------------- | --------------- | --------- | ----------------------------- |
| 81401      | 2000 GB85  | 3 abr 2000  | Socorro       | LINEAR          | Phocaea   | MPC                           |
| 81402      | 2000 GC85  | 3 abr 2000  | Socorro       | LINEAR          | —         | MPC                           |
| 81403      | 2000 GD85  | 3 abr 2000  | Socorro       | LINEAR          | —         | MPC                           |
| 81404      | 2000 GV85  | 3 abr 2000  | Socorro       | LINEAR          | Phocaea   | MPC                           |
| 81405      | 2000 GJ86  | 4 abr 2000  | Socorro       | LINEAR          | —         | MPC                           |
| 81406      | 2000 GL86  | 4 abr 2000  | Socorro       | LINEAR          | —         | MPC                           |
| 81407      | 2000 GO88  | 4 abr 2000  | Socorro       | LINEAR          | —         | MPC                           |
| 81408      | 2000 GU88  | 4 abr 2000  | Socorro       | LINEAR          | —         | MPC                           |
| 81409      | 2000 GO89  | 4 abr 2000  | Socorro       | LINEAR          | —         | MPC                           |
| 81410      | 2000 GT90  | 4 abr 2000  | Socorro       | LINEAR          | —         | MPC                           |
| 81411      | 2000 GT91  | 4 abr 2000  | Socorro       | LINEAR          | —         | MPC                           |
| 81412      | 2000 GE92  | 4 abr 2000  | Socorro       | LINEAR          | —         | MPC                           |
| 81413      | 2000 GF95  | 6 abr 2000  | Socorro       | LINEAR          | —         | MPC                           |
| 81414      | 2000 GH97  | 7 abr 2000  | Socorro       | LINEAR          | —         | MPC                           |
| 81415      | 2000 GV97  | 7 abr 2000  | Socorro       | LINEAR          | —         | MPC                           |
| 81416      | 2000 GH99  | 7 abr 2000  | Socorro       | LINEAR          | —         | MPC                           |
| 81417      | 2000 GJ99  | 7 abr 2000  | Socorro       | LINEAR          | Phocaea   | MPC                           |
| 81418      | 2000 GR99  | 7 abr 2000  | Socorro       | LINEAR          | —         | MPC                           |
| 81419      | 2000 GJ100 | 7 abr 2000  | Socorro       | LINEAR          | —         | MPC                           |
| 81420      | 2000 GQ100 | 7 abr 2000  | Socorro       | LINEAR          | —         | MPC                           |
| 81421      | 2000 GX100 | 7 abr 2000  | Socorro       | LINEAR          | —         | MPC                           |
| 81422      | 2000 GQ101 | 7 abr 2000  | Socorro       | LINEAR          | —         | MPC                           |
| 81423      | 2000 GV101 | 7 abr 2000  | Socorro       | LINEAR          | —         | MPC                           |
| 81424      | 2000 GA102 | 7 abr 2000  | Socorro       | LINEAR          | —         | MPC                           |
| 81425      | 2000 GH102 | 7 abr 2000  | Socorro       | LINEAR          | —         | MPC                           |
| 81426      | 2000 GS103 | 7 abr 2000  | Socorro       | LINEAR          | —         | MPC                           |
| 81427      | 2000 GR104 | 7 abr 2000  | Socorro       | LINEAR          | —         | MPC                           |
| 81428      | 2000 GV104 | 7 abr 2000  | Socorro       | LINEAR          | —         | MPC                           |
| 81429      | 2000 GE106 | 7 abr 2000  | Socorro       | LINEAR          | —         | MPC                           |
| 81430      | 2000 GM106 | 7 abr 2000  | Socorro       | LINEAR          | —         | MPC                           |
| 81431      | 2000 GU106 | 7 abr 2000  | Socorro       | LINEAR          | —         | MPC                           |
| 81432      | 2000 GL107 | 7 abr 2000  | Socorro       | LINEAR          | —         | MPC                           |
| 81433      | 2000 GC108 | 7 abr 2000  | Socorro       | LINEAR          | —         | MPC                           |
| 81434      | 2000 GR109 | 2 abr 2000  | Anderson Mesa | LONEOS          | —         | MPC                           |
| 81435      | 2000 GS109 | 2 abr 2000  | Anderson Mesa | LONEOS          | —         | MPC                           |
| 81436      | 2000 GC110 | 2 abr 2000  | Anderson Mesa | LONEOS          | —         | MPC                           |
| 81437      | 2000 GL110 | 2 abr 2000  | Anderson Mesa | LONEOS          | —         | MPC                           |
| 81438      | 2000 GZ111 | 3 abr 2000  | Anderson Mesa | LONEOS          | —         | MPC                           |
| 81439      | 2000 GQ112 | 4 abr 2000  | Socorro       | LINEAR          | —         | MPC                           |
| 81440      | 2000 GU112 | 5 abr 2000  | Socorro       | LINEAR          | —         | MPC                           |
| 81441      | 2000 GA114 | 7 abr 2000  | Socorro       | LINEAR          | Eos       | MPC                           |
| 81442      | 2000 GO114 | 7 abr 2000  | Socorro       | LINEAR          | —         | MPC                           |
| 81443      | 2000 GV114 | 7 abr 2000  | Socorro       | LINEAR          | —         | MPC                           |
| 81444      | 2000 GR117 | 2 abr 2000  | Kitt Peak     | Spacewatch      | —         | MPC                           |
| 81445      | 2000 GJ121 | 6 abr 2000  | Kitt Peak     | Spacewatch      | —         | MPC                           |
| 81446      | 2000 GH123 | 7 abr 2000  | Socorro       | LINEAR          | —         | MPC                           |
| 81447      | 2000 GJ123 | 7 abr 2000  | Socorro       | LINEAR          | —         | MPC                           |
| 81448      | 2000 GV123 | 7 abr 2000  | Socorro       | LINEAR          | —         | MPC                           |
| 81449      | 2000 GJ124 | 7 abr 2000  | Socorro       | LINEAR          | —         | MPC                           |
| 81450      | 2000 GD125 | 7 abr 2000  | Socorro       | LINEAR          | —         | MPC                           |
| 81451      | 2000 GG125 | 7 abr 2000  | Socorro       | LINEAR          | —         | MPC                           |
| 81452      | 2000 GQ125 | 7 abr 2000  | Socorro       | LINEAR          | —         | MPC                           |
| 81453      | 2000 GN126 | 7 abr 2000  | Socorro       | LINEAR          | —         | MPC                           |
| 81454      | 2000 GW126 | 7 abr 2000  | Socorro       | LINEAR          | —         | MPC                           |
| 81455      | 2000 GS127 | 6 abr 2000  | Kitt Peak     | Spacewatch      | Eos       | MPC                           |
| 81456      | 2000 GZ128 | 5 abr 2000  | Kitt Peak     | Spacewatch      | —         | MPC                           |
| 81457      | 2000 GF130 | 5 abr 2000  | Kitt Peak     | Spacewatch      | —         | MPC                           |
| 81458      | 2000 GL131 | 7 abr 2000  | Kitt Peak     | Spacewatch      | —         | MPC                           |
| 81459      | 2000 GE132 | 10 abr 2000 | Kitt Peak     | Spacewatch      | —         | MPC                           |
| 81460      | 2000 GK133 | 7 abr 2000  | Socorro       | LINEAR          | —         | MPC                           |
| 81461      | 2000 GV134 | 8 abr 2000  | Socorro       | LINEAR          | —         | MPC                           |
| 81462      | 2000 GW134 | 8 abr 2000  | Socorro       | LINEAR          | —         | MPC                           |
| 81463      | 2000 GA135 | 8 abr 2000  | Socorro       | LINEAR          | —         | MPC                           |
| 81464      | 2000 GF135 | 8 abr 2000  | Socorro       | LINEAR          | —         | MPC                           |
| 81465      | 2000 GN136 | 12 abr 2000 | Socorro       | LINEAR          | Phocaea   | MPC                           |
| 81466      | 2000 GC137 | 12 abr 2000 | Socorro       | LINEAR          | —         | MPC                           |
| 81467      | 2000 GH137 | 12 abr 2000 | Socorro       | LINEAR          | Phocaea   | MPC                           |
| 81468      | 2000 GS137 | 4 abr 2000  | Anderson Mesa | LONEOS          | —         | MPC                           |
| 81469      | 2000 GU137 | 4 abr 2000  | Anderson Mesa | LONEOS          | —         | MPC                           |
| 81470      | 2000 GX137 | 4 abr 2000  | Anderson Mesa | LONEOS          | —         | MPC                           |
| 81471      | 2000 GY138 | 4 abr 2000  | Anderson Mesa | LONEOS          | —         | MPC                           |
| 81472      | 2000 GE139 | 4 abr 2000  | Anderson Mesa | LONEOS          | —         | MPC                           |
| 81473      | 2000 GS139 | 4 abr 2000  | Anderson Mesa | LONEOS          | —         | MPC                           |
| 81474      | 2000 GE141 | 6 abr 2000  | Anderson Mesa | LONEOS          | —         | MPC                           |
| 81475      | 2000 GG141 | 7 abr 2000  | Anderson Mesa | LONEOS          | —         | MPC                           |
| 81476      | 2000 GH141 | 7 abr 2000  | Anderson Mesa | LONEOS          | —         | MPC                           |
| 81477      | 2000 GU141 | 7 abr 2000  | Anderson Mesa | LONEOS          | —         | MPC                           |
| 81478      | 2000 GF142 | 7 abr 2000  | Anderson Mesa | LONEOS          | —         | MPC                           |
| 81479      | 2000 GX142 | 7 abr 2000  | Anderson Mesa | LONEOS          | —         | MPC                           |
| 81480      | 2000 GH143 | 7 abr 2000  | Anderson Mesa | LONEOS          | —         | MPC                           |
| 81481      | 2000 GF146 | 12 abr 2000 | Kitt Peak     | Spacewatch      | —         | MPC                           |
| 81482      | 2000 GN148 | 5 abr 2000  | Socorro       | LINEAR          | —         | MPC                           |
| 81483      | 2000 GB153 | 6 abr 2000  | Anderson Mesa | LONEOS          | Flora     | MPC                           |
| 81484      | 2000 GF153 | 6 abr 2000  | Anderson Mesa | LONEOS          | —         | MPC                           |
| 81485      | 2000 GN153 | 6 abr 2000  | Anderson Mesa | LONEOS          | —         | MPC                           |
| 81486      | 2000 GA154 | 6 abr 2000  | Anderson Mesa | LONEOS          | —         | MPC                           |
| 81487      | 2000 GV154 | 6 abr 2000  | Anderson Mesa | LONEOS          | —         | MPC                           |
| 81488      | 2000 GC155 | 6 abr 2000  | Anderson Mesa | LONEOS          | —         | MPC                           |
| 81489      | 2000 GM155 | 6 abr 2000  | Socorro       | LINEAR          | —         | MPC                           |
| 81490      | 2000 GP155 | 6 abr 2000  | Anderson Mesa | LONEOS          | —         | MPC                           |
| 81491      | 2000 GB156 | 6 abr 2000  | Anderson Mesa | LONEOS          | —         | MPC                           |
| 81492      | 2000 GK157 | 7 abr 2000  | Socorro       | LINEAR          | —         | MPC                           |
| 81493      | 2000 GE158 | 7 abr 2000  | Anderson Mesa | LONEOS          | —         | MPC                           |
| 81494      | 2000 GT158 | 7 abr 2000  | Socorro       | LINEAR          | —         | MPC                           |
| 81495      | 2000 GU158 | 7 abr 2000  | Anderson Mesa | LONEOS          | Phocaea   | MPC                           |
| 81496      | 2000 GH159 | 7 abr 2000  | Socorro       | LINEAR          | —         | MPC                           |
| 81497      | 2000 GN159 | 7 abr 2000  | Socorro       | LINEAR          | —         | MPC                           |
| 81498      | 2000 GO159 | 7 abr 2000  | Socorro       | LINEAR          | —         | MPC                           |
| 81499      | 2000 GD160 | 7 abr 2000  | Socorro       | LINEAR          | —         | MPC                           |
| 81500      | 2000 GO160 | 7 abr 2000  | Socorro       | LINEAR          | —         | MPC                           |

## 81501–81600
| Designação | Designação | Descoberta  | Descoberta          | Descobridor(es)           | Categoria | Mais informações / Referência |
| Permanente | Provisória | Data        | Local               | Descobridor(es)           | Categoria | Mais informações / Referência |
| ---------- | ---------- | ----------- | ------------------- | ------------------------- | --------- | ----------------------------- |
| 81501      | 2000 GT162 | 8 abr 2000  | Socorro             | LINEAR                    | —         | MPC                           |
| 81502      | 2000 GX162 | 8 abr 2000  | Socorro             | LINEAR                    | —         | MPC                           |
| 81503      | 2000 GD163 | 9 abr 2000  | Anderson Mesa       | LONEOS                    | —         | MPC                           |
| 81504      | 2000 GE163 | 9 abr 2000  | Anderson Mesa       | LONEOS                    | —         | MPC                           |
| 81505      | 2000 GU163 | 12 abr 2000 | Socorro             | LINEAR                    | —         | MPC                           |
| 81506      | 2000 GW163 | 12 abr 2000 | Socorro             | LINEAR                    | —         | MPC                           |
| 81507      | 2000 GA165 | 5 abr 2000  | Socorro             | LINEAR                    | —         | MPC                           |
| 81508      | 2000 GL166 | 5 abr 2000  | Socorro             | LINEAR                    | Themis    | MPC                           |
| 81509      | 2000 GU167 | 4 abr 2000  | Anderson Mesa       | LONEOS                    | —         | MPC                           |
| 81510      | 2000 GD169 | 4 abr 2000  | Anderson Mesa       | LONEOS                    | —         | MPC                           |
| 81511      | 2000 GL172 | 2 abr 2000  | Anderson Mesa       | LONEOS                    | —         | MPC                           |
| 81512      | 2000 GL174 | 5 abr 2000  | Anderson Mesa       | LONEOS                    | —         | MPC                           |
| 81513      | 2000 GN174 | 5 abr 2000  | Anderson Mesa       | LONEOS                    | —         | MPC                           |
| 81514      | 2000 GY177 | 2 abr 2000  | Anderson Mesa       | LONEOS                    | —         | MPC                           |
| 81515      | 2000 GP178 | 2 abr 2000  | Anderson Mesa       | LONEOS                    | —         | MPC                           |
| 81516      | 2000 GA179 | 4 abr 2000  | Socorro             | LINEAR                    | —         | MPC                           |
| 81517      | 2000 GD186 | 5 abr 2000  | Socorro             | LINEAR                    | —         | MPC                           |
| 81518      | 2000 HW2   | 25 abr 2000 | Kitt Peak           | Spacewatch                | —         | MPC                           |
| 81519      | 2000 HQ6   | 24 abr 2000 | Kitt Peak           | Spacewatch                | —         | MPC                           |
| 81520      | 2000 HY6   | 24 abr 2000 | Kitt Peak           | Spacewatch                | —         | MPC                           |
| 81521      | 2000 HK7   | 28 abr 2000 | Kitt Peak           | Spacewatch                | —         | MPC                           |
| 81522      | 2000 HW7   | 27 abr 2000 | Socorro             | LINEAR                    | —         | MPC                           |
| 81523      | 2000 HC8   | 27 abr 2000 | Socorro             | LINEAR                    | —         | MPC                           |
| 81524      | 2000 HL8   | 27 abr 2000 | Socorro             | LINEAR                    | —         | MPC                           |
| 81525      | 2000 HL9   | 27 abr 2000 | Socorro             | LINEAR                    | —         | MPC                           |
| 81526      | 2000 HA10  | 27 abr 2000 | Socorro             | LINEAR                    | —         | MPC                           |
| 81527      | 2000 HM10  | 27 abr 2000 | Socorro             | LINEAR                    | —         | MPC                           |
| 81528      | 2000 HU10  | 27 abr 2000 | Socorro             | LINEAR                    | —         | MPC                           |
| 81529      | 2000 HV12  | 28 abr 2000 | Socorro             | LINEAR                    | —         | MPC                           |
| 81530      | 2000 HD14  | 28 abr 2000 | Socorro             | LINEAR                    | —         | MPC                           |
| 81531      | 2000 HK14  | 29 abr 2000 | Baton Rouge         | W. R. Cooney Jr., M. Hess | —         | MPC                           |
| 81532      | 2000 HE15  | 29 abr 2000 | Socorro             | LINEAR                    | —         | MPC                           |
| 81533      | 2000 HG15  | 27 abr 2000 | Socorro             | LINEAR                    | —         | MPC                           |
| 81534      | 2000 HM15  | 27 abr 2000 | Socorro             | LINEAR                    | —         | MPC                           |
| 81535      | 2000 HZ15  | 29 abr 2000 | Socorro             | LINEAR                    | —         | MPC                           |
| 81536      | 2000 HJ16  | 24 abr 2000 | Kitt Peak           | Spacewatch                | —         | MPC                           |
| 81537      | 2000 HZ16  | 24 abr 2000 | Kitt Peak           | Spacewatch                | —         | MPC                           |
| 81538      | 2000 HL17  | 24 abr 2000 | Kitt Peak           | Spacewatch                | —         | MPC                           |
| 81539      | 2000 HQ18  | 25 abr 2000 | Kitt Peak           | Spacewatch                | —         | MPC                           |
| 81540      | 2000 HK19  | 25 abr 2000 | Kitt Peak           | Spacewatch                | —         | MPC                           |
| 81541      | 2000 HW20  | 27 abr 2000 | Socorro             | LINEAR                    | —         | MPC                           |
| 81542      | 2000 HC21  | 27 abr 2000 | Socorro             | LINEAR                    | —         | MPC                           |
| 81543      | 2000 HX21  | 28 abr 2000 | Socorro             | LINEAR                    | —         | MPC                           |
| 81544      | 2000 HL22  | 29 abr 2000 | Socorro             | LINEAR                    | —         | MPC                           |
| 81545      | 2000 HM22  | 29 abr 2000 | Socorro             | LINEAR                    | —         | MPC                           |
| 81546      | 2000 HQ22  | 29 abr 2000 | Socorro             | LINEAR                    | —         | MPC                           |
| 81547      | 2000 HW22  | 30 abr 2000 | Socorro             | LINEAR                    | —         | MPC                           |
| 81548      | 2000 HA23  | 30 abr 2000 | Socorro             | LINEAR                    | —         | MPC                           |
| 81549      | 2000 HJ23  | 30 abr 2000 | Socorro             | LINEAR                    | —         | MPC                           |
| 81550      | 2000 HU23  | 26 abr 2000 | Višnjan Observatory | K. Korlević               | Eos       | MPC                           |
| 81551      | 2000 HC25  | 24 abr 2000 | Anderson Mesa       | LONEOS                    | —         | MPC                           |
| 81552      | 2000 HH25  | 24 abr 2000 | Anderson Mesa       | LONEOS                    | —         | MPC                           |
| 81553      | 2000 HO25  | 24 abr 2000 | Anderson Mesa       | LONEOS                    | —         | MPC                           |
| 81554      | 2000 HA26  | 24 abr 2000 | Anderson Mesa       | LONEOS                    | —         | MPC                           |
| 81555      | 2000 HH26  | 24 abr 2000 | Anderson Mesa       | LONEOS                    | —         | MPC                           |
| 81556      | 2000 HR26  | 24 abr 2000 | Anderson Mesa       | LONEOS                    | —         | MPC                           |
| 81557      | 2000 HJ28  | 29 abr 2000 | Socorro             | LINEAR                    | —         | MPC                           |
| 81558      | 2000 HM29  | 28 abr 2000 | Socorro             | LINEAR                    | —         | MPC                           |
| 81559      | 2000 HO29  | 28 abr 2000 | Socorro             | LINEAR                    | —         | MPC                           |
| 81560      | 2000 HZ29  | 28 abr 2000 | Socorro             | LINEAR                    | —         | MPC                           |
| 81561      | 2000 HJ30  | 28 abr 2000 | Socorro             | LINEAR                    | —         | MPC                           |
| 81562      | 2000 HN30  | 28 abr 2000 | Socorro             | LINEAR                    | —         | MPC                           |
| 81563      | 2000 HO30  | 28 abr 2000 | Socorro             | LINEAR                    | —         | MPC                           |
| 81564      | 2000 HT31  | 29 abr 2000 | Socorro             | LINEAR                    | —         | MPC                           |
| 81565      | 2000 HS32  | 29 abr 2000 | Socorro             | LINEAR                    | —         | MPC                           |
| 81566      | 2000 HG33  | 29 abr 2000 | Socorro             | LINEAR                    | —         | MPC                           |
| 81567      | 2000 HH33  | 29 abr 2000 | Socorro             | LINEAR                    | —         | MPC                           |
| 81568      | 2000 HL34  | 25 abr 2000 | Anderson Mesa       | LONEOS                    | —         | MPC                           |
| 81569      | 2000 HD35  | 27 abr 2000 | Socorro             | LINEAR                    | Phocaea   | MPC                           |
| 81570      | 2000 HG36  | 28 abr 2000 | Socorro             | LINEAR                    | —         | MPC                           |
| 81571      | 2000 HQ36  | 28 abr 2000 | Socorro             | LINEAR                    | —         | MPC                           |
| 81572      | 2000 HM37  | 28 abr 2000 | Socorro             | LINEAR                    | Phocaea   | MPC                           |
| 81573      | 2000 HS37  | 29 abr 2000 | Socorro             | LINEAR                    | —         | MPC                           |
| 81574      | 2000 HV39  | 30 abr 2000 | Kitt Peak           | Spacewatch                | —         | MPC                           |
| 81575      | 2000 HL40  | 30 abr 2000 | Kitt Peak           | Spacewatch                | —         | MPC                           |
| 81576      | 2000 HZ40  | 28 abr 2000 | Socorro             | LINEAR                    | —         | MPC                           |
| 81577      | 2000 HQ41  | 28 abr 2000 | Socorro             | LINEAR                    | —         | MPC                           |
| 81578      | 2000 HD42  | 29 abr 2000 | Socorro             | LINEAR                    | Phocaea   | MPC                           |
| 81579      | 2000 HA43  | 29 abr 2000 | Socorro             | LINEAR                    | —         | MPC                           |
| 81580      | 2000 HP44  | 26 abr 2000 | Anderson Mesa       | LONEOS                    | Phocaea   | MPC                           |
| 81581      | 2000 HR44  | 26 abr 2000 | Anderson Mesa       | LONEOS                    | —         | MPC                           |
| 81582      | 2000 HZ45  | 27 abr 2000 | Socorro             | LINEAR                    | —         | MPC                           |
| 81583      | 2000 HD46  | 29 abr 2000 | Socorro             | LINEAR                    | —         | MPC                           |
| 81584      | 2000 HF46  | 29 abr 2000 | Socorro             | LINEAR                    | —         | MPC                           |
| 81585      | 2000 HW47  | 29 abr 2000 | Socorro             | LINEAR                    | —         | MPC                           |
| 81586      | 2000 HE48  | 29 abr 2000 | Socorro             | LINEAR                    | —         | MPC                           |
| 81587      | 2000 HC49  | 29 abr 2000 | Socorro             | LINEAR                    | —         | MPC                           |
| 81588      | 2000 HK49  | 29 abr 2000 | Socorro             | LINEAR                    | —         | MPC                           |
| 81589      | 2000 HM49  | 29 abr 2000 | Socorro             | LINEAR                    | —         | MPC                           |
| 81590      | 2000 HN49  | 29 abr 2000 | Socorro             | LINEAR                    | —         | MPC                           |
| 81591      | 2000 HJ50  | 29 abr 2000 | Socorro             | LINEAR                    | —         | MPC                           |
| 81592      | 2000 HU50  | 29 abr 2000 | Socorro             | LINEAR                    | —         | MPC                           |
| 81593      | 2000 HC52  | 29 abr 2000 | Socorro             | LINEAR                    | —         | MPC                           |
| 81594      | 2000 HD53  | 29 abr 2000 | Socorro             | LINEAR                    | —         | MPC                           |
| 81595      | 2000 HP54  | 29 abr 2000 | Socorro             | LINEAR                    | —         | MPC                           |
| 81596      | 2000 HQ54  | 29 abr 2000 | Socorro             | LINEAR                    | —         | MPC                           |
| 81597      | 2000 HX54  | 29 abr 2000 | Socorro             | LINEAR                    | —         | MPC                           |
| 81598      | 2000 HJ55  | 30 abr 2000 | Socorro             | LINEAR                    | —         | MPC                           |
| 81599      | 2000 HR56  | 24 abr 2000 | Anderson Mesa       | LONEOS                    | —         | MPC                           |
| 81600      | 2000 HW56  | 24 abr 2000 | Anderson Mesa       | LONEOS                    | —         | MPC                           |

## 81601–81700
| Designação | Designação | Descoberta  | Descoberta        | Descobridor(es) | Categoria | Mais informações / Referência |
| Permanente | Provisória | Data        | Local             | Descobridor(es) | Categoria | Mais informações / Referência |
| ---------- | ---------- | ----------- | ----------------- | --------------- | --------- | ----------------------------- |
| 81601      | 2000 HQ58  | 25 abr 2000 | Anderson Mesa     | LONEOS          | —         | MPC                           |
| 81602      | 2000 HZ60  | 25 abr 2000 | Anderson Mesa     | LONEOS          | —         | MPC                           |
| 81603      | 2000 HF61  | 25 abr 2000 | Anderson Mesa     | LONEOS          | —         | MPC                           |
| 81604      | 2000 HG63  | 26 abr 2000 | Anderson Mesa     | LONEOS          | —         | MPC                           |
| 81605      | 2000 HS64  | 26 abr 2000 | Anderson Mesa     | LONEOS          | —         | MPC                           |
| 81606      | 2000 HU64  | 26 abr 2000 | Anderson Mesa     | LONEOS          | —         | MPC                           |
| 81607      | 2000 HX64  | 26 abr 2000 | Anderson Mesa     | LONEOS          | —         | MPC                           |
| 81608      | 2000 HF65  | 26 abr 2000 | Anderson Mesa     | LONEOS          | —         | MPC                           |
| 81609      | 2000 HS65  | 26 abr 2000 | Anderson Mesa     | LONEOS          | —         | MPC                           |
| 81610      | 2000 HT65  | 26 abr 2000 | Anderson Mesa     | LONEOS          | —         | MPC                           |
| 81611      | 2000 HM66  | 26 abr 2000 | Anderson Mesa     | LONEOS          | —         | MPC                           |
| 81612      | 2000 HM67  | 27 abr 2000 | Kitt Peak         | Spacewatch      | —         | MPC                           |
| 81613      | 2000 HE69  | 24 abr 2000 | Anderson Mesa     | LONEOS          | —         | MPC                           |
| 81614      | 2000 HS69  | 26 abr 2000 | Anderson Mesa     | LONEOS          | Chimaera  | MPC                           |
| 81615      | 2000 HQ70  | 26 abr 2000 | Anderson Mesa     | LONEOS          | —         | MPC                           |
| 81616      | 2000 HW70  | 26 abr 2000 | Anderson Mesa     | LONEOS          | —         | MPC                           |
| 81617      | 2000 HZ70  | 26 abr 2000 | Anderson Mesa     | LONEOS          | —         | MPC                           |
| 81618      | 2000 HP71  | 25 abr 2000 | Anderson Mesa     | LONEOS          | —         | MPC                           |
| 81619      | 2000 HW72  | 27 abr 2000 | Anderson Mesa     | LONEOS          | —         | MPC                           |
| 81620      | 2000 HX72  | 27 abr 2000 | Anderson Mesa     | LONEOS          | —         | MPC                           |
| 81621      | 2000 HF73  | 27 abr 2000 | Anderson Mesa     | LONEOS          | —         | MPC                           |
| 81622      | 2000 HR73  | 27 abr 2000 | Anderson Mesa     | LONEOS          | —         | MPC                           |
| 81623      | 2000 HY73  | 27 abr 2000 | Anderson Mesa     | LONEOS          | —         | MPC                           |
| 81624      | 2000 HW74  | 27 abr 2000 | Socorro           | LINEAR          | Brangane  | MPC                           |
| 81625      | 2000 HA75  | 27 abr 2000 | Socorro           | LINEAR          | —         | MPC                           |
| 81626      | 2000 HP75  | 27 abr 2000 | Socorro           | LINEAR          | —         | MPC                           |
| 81627      | 2000 HW75  | 27 abr 2000 | Socorro           | LINEAR          | Brangane  | MPC                           |
| 81628      | 2000 HF76  | 27 abr 2000 | Socorro           | LINEAR          | —         | MPC                           |
| 81629      | 2000 HO76  | 27 abr 2000 | Socorro           | LINEAR          | —         | MPC                           |
| 81630      | 2000 HT76  | 27 abr 2000 | Socorro           | LINEAR          | —         | MPC                           |
| 81631      | 2000 HD77  | 27 abr 2000 | Socorro           | LINEAR          | —         | MPC                           |
| 81632      | 2000 HE77  | 27 abr 2000 | Socorro           | LINEAR          | —         | MPC                           |
| 81633      | 2000 HH77  | 28 abr 2000 | Anderson Mesa     | LONEOS          | —         | MPC                           |
| 81634      | 2000 HN77  | 28 abr 2000 | Anderson Mesa     | LONEOS          | —         | MPC                           |
| 81635      | 2000 HQ77  | 28 abr 2000 | Anderson Mesa     | LONEOS          | —         | MPC                           |
| 81636      | 2000 HP78  | 28 abr 2000 | Anderson Mesa     | LONEOS          | —         | MPC                           |
| 81637      | 2000 HW78  | 28 abr 2000 | Anderson Mesa     | LONEOS          | —         | MPC                           |
| 81638      | 2000 HX78  | 28 abr 2000 | Anderson Mesa     | LONEOS          | —         | MPC                           |
| 81639      | 2000 HA79  | 28 abr 2000 | Anderson Mesa     | LONEOS          | Phocaea   | MPC                           |
| 81640      | 2000 HX79  | 28 abr 2000 | Anderson Mesa     | LONEOS          | —         | MPC                           |
| 81641      | 2000 HA80  | 28 abr 2000 | Anderson Mesa     | LONEOS          | Phocaea   | MPC                           |
| 81642      | 2000 HD80  | 28 abr 2000 | Anderson Mesa     | LONEOS          | —         | MPC                           |
| 81643      | 2000 HP80  | 28 abr 2000 | Anderson Mesa     | LONEOS          | —         | MPC                           |
| 81644      | 2000 HY80  | 28 abr 2000 | Anderson Mesa     | LONEOS          | —         | MPC                           |
| 81645      | 2000 HY81  | 29 abr 2000 | Socorro           | LINEAR          | —         | MPC                           |
| 81646      | 2000 HK82  | 29 abr 2000 | Socorro           | LINEAR          | —         | MPC                           |
| 81647      | 2000 HT83  | 30 abr 2000 | Anderson Mesa     | LONEOS          | —         | MPC                           |
| 81648      | 2000 HU83  | 30 abr 2000 | Anderson Mesa     | LONEOS          | —         | MPC                           |
| 81649      | 2000 HW83  | 30 abr 2000 | Anderson Mesa     | LONEOS          | —         | MPC                           |
| 81650      | 2000 HH84  | 30 abr 2000 | Socorro           | LINEAR          | —         | MPC                           |
| 81651      | 2000 HT84  | 30 abr 2000 | Haleakalā         | NEAT            | —         | MPC                           |
| 81652      | 2000 HY84  | 30 abr 2000 | Haleakala         | NEAT            | —         | MPC                           |
| 81653      | 2000 HJ85  | 30 abr 2000 | Anderson Mesa     | LONEOS          | —         | MPC                           |
| 81654      | 2000 HO86  | 30 abr 2000 | Anderson Mesa     | LONEOS          | —         | MPC                           |
| 81655      | 2000 HS86  | 30 abr 2000 | Anderson Mesa     | LONEOS          | Brangane  | MPC                           |
| 81656      | 2000 HU86  | 30 abr 2000 | Anderson Mesa     | LONEOS          | —         | MPC                           |
| 81657      | 2000 HD87  | 30 abr 2000 | Kitt Peak         | Spacewatch      | —         | MPC                           |
| 81658      | 2000 HO87  | 27 abr 2000 | Socorro           | LINEAR          | —         | MPC                           |
| 81659      | 2000 HS87  | 27 abr 2000 | Socorro           | LINEAR          | —         | MPC                           |
| 81660      | 2000 HR88  | 28 abr 2000 | Socorro           | LINEAR          | —         | MPC                           |
| 81661      | 2000 HM89  | 29 abr 2000 | Socorro           | LINEAR          | —         | MPC                           |
| 81662      | 2000 HJ90  | 29 abr 2000 | Socorro           | LINEAR          | —         | MPC                           |
| 81663      | 2000 HE92  | 29 abr 2000 | Socorro           | LINEAR          | —         | MPC                           |
| 81664      | 2000 HM92  | 29 abr 2000 | Socorro           | LINEAR          | —         | MPC                           |
| 81665      | 2000 HQ94  | 29 abr 2000 | Socorro           | LINEAR          | —         | MPC                           |
| 81666      | 2000 HW94  | 29 abr 2000 | Anderson Mesa     | LONEOS          | —         | MPC                           |
| 81667      | 2000 HC96  | 28 abr 2000 | Socorro           | LINEAR          | Brangane  | MPC                           |
| 81668      | 2000 HE97  | 27 abr 2000 | Socorro           | LINEAR          | —         | MPC                           |
| 81669      | 2000 HD99  | 25 abr 2000 | Anderson Mesa     | LONEOS          | —         | MPC                           |
| 81670      | 2000 HX102 | 27 abr 2000 | Anderson Mesa     | LONEOS          | —         | MPC                           |
| 81671      | 2000 HD103 | 27 abr 2000 | Anderson Mesa     | LONEOS          | —         | MPC                           |
| 81672      | 2000 HY103 | 27 abr 2000 | Anderson Mesa     | LONEOS          | —         | MPC                           |
| 81673      | 2000 HA105 | 24 abr 2000 | Kitt Peak         | Spacewatch      | —         | MPC                           |
| 81674      | 2000 JC    | 2 mai 2000  | Prescott          | P. G. Comba     | —         | MPC                           |
| 81675      | 2000 JO    | 1 mai 2000  | Socorro           | LINEAR          | —         | MPC                           |
| 81676      | 2000 JB1   | 1 mai 2000  | Socorro           | LINEAR          | —         | MPC                           |
| 81677      | 2000 JW1   | 2 mai 2000  | Socorro           | LINEAR          | —         | MPC                           |
| 81678      | 2000 JX2   | 3 mai 2000  | Socorro           | LINEAR          | Phocaea   | MPC                           |
| 81679      | 2000 JB4   | 4 mai 2000  | Prescott          | P. G. Comba     | Eos       | MPC                           |
| 81680      | 2000 JS4   | 1 mai 2000  | Kitt Peak         | Spacewatch      | —         | MPC                           |
| 81681      | 2000 JQ5   | 1 mai 2000  | Socorro           | LINEAR          | —         | MPC                           |
| 81682      | 2000 JA6   | 2 mai 2000  | Socorro           | LINEAR          | —         | MPC                           |
| 81683      | 2000 JV6   | 4 mai 2000  | Socorro           | LINEAR          | —         | MPC                           |
| 81684      | 2000 JJ7   | 6 mai 2000  | Bergisch Gladbach | W. Bickel       | —         | MPC                           |
| 81685      | 2000 JH9   | 3 mai 2000  | Socorro           | LINEAR          | —         | MPC                           |
| 81686      | 2000 JM9   | 3 mai 2000  | Socorro           | LINEAR          | —         | MPC                           |
| 81687      | 2000 JU9   | 4 mai 2000  | Socorro           | LINEAR          | —         | MPC                           |
| 81688      | 2000 JF11  | 3 mai 2000  | Socorro           | LINEAR          | —         | MPC                           |
| 81689      | 2000 JX11  | 5 mai 2000  | Socorro           | LINEAR          | —         | MPC                           |
| 81690      | 2000 JJ12  | 5 mai 2000  | Socorro           | LINEAR          | —         | MPC                           |
| 81691      | 2000 JD14  | 6 mai 2000  | Socorro           | LINEAR          | Pallas    | MPC                           |
| 81692      | 2000 JN14  | 6 mai 2000  | Socorro           | LINEAR          | Phocaea   | MPC                           |
| 81693      | 2000 JU14  | 6 mai 2000  | Socorro           | LINEAR          | —         | MPC                           |
| 81694      | 2000 JT15  | 3 mai 2000  | Socorro           | LINEAR          | —         | MPC                           |
| 81695      | 2000 JU15  | 4 mai 2000  | Socorro           | LINEAR          | —         | MPC                           |
| 81696      | 2000 JC17  | 5 mai 2000  | Socorro           | LINEAR          | —         | MPC                           |
| 81697      | 2000 JD17  | 5 mai 2000  | Socorro           | LINEAR          | —         | MPC                           |
| 81698      | 2000 JG17  | 5 mai 2000  | Socorro           | LINEAR          | —         | MPC                           |
| 81699      | 2000 JY17  | 6 mai 2000  | Socorro           | LINEAR          | —         | MPC                           |
| 81700      | 2000 JU19  | 6 mai 2000  | Socorro           | LINEAR          | Phocaea   | MPC                           |

## 81701–81800
| Designação      | Designação | Descoberta  | Descoberta    | Descobridor(es) | Categoria | Mais informações / Referência |
| Permanente      | Provisória | Data        | Local         | Descobridor(es) | Categoria | Mais informações / Referência |
| --------------- | ---------- | ----------- | ------------- | --------------- | --------- | ----------------------------- |
| 81701           | 2000 JX19  | 6 mai 2000  | Socorro       | LINEAR          | —         | MPC                           |
| 81702           | 2000 JZ19  | 6 mai 2000  | Socorro       | LINEAR          | —         | MPC                           |
| 81703           | 2000 JO20  | 6 mai 2000  | Socorro       | LINEAR          | —         | MPC                           |
| 81704           | 2000 JS20  | 6 mai 2000  | Socorro       | LINEAR          | —         | MPC                           |
| 81705           | 2000 JT21  | 6 mai 2000  | Socorro       | LINEAR          | —         | MPC                           |
| 81706           | 2000 JC22  | 6 mai 2000  | Socorro       | LINEAR          | —         | MPC                           |
| 81707           | 2000 JQ22  | 6 mai 2000  | Socorro       | LINEAR          | —         | MPC                           |
| 81708           | 2000 JZ22  | 7 mai 2000  | Socorro       | LINEAR          | —         | MPC                           |
| 81709           | 2000 JY23  | 7 mai 2000  | Socorro       | LINEAR          | —         | MPC                           |
| 81710           | 2000 JO24  | 7 mai 2000  | Socorro       | LINEAR          | Phocaea   | MPC                           |
| 81711           | 2000 JC25  | 7 mai 2000  | Socorro       | LINEAR          | —         | MPC                           |
| 81712           | 2000 JE25  | 7 mai 2000  | Socorro       | LINEAR          | —         | MPC                           |
| 81713           | 2000 JC27  | 7 mai 2000  | Socorro       | LINEAR          | —         | MPC                           |
| 81714           | 2000 JU27  | 7 mai 2000  | Socorro       | LINEAR          | —         | MPC                           |
| 81715           | 2000 JA28  | 7 mai 2000  | Socorro       | LINEAR          | —         | MPC                           |
| 81716           | 2000 JP28  | 7 mai 2000  | Socorro       | LINEAR          | —         | MPC                           |
| 81717           | 2000 JY29  | 7 mai 2000  | Socorro       | LINEAR          | —         | MPC                           |
| 81718           | 2000 JC31  | 7 mai 2000  | Socorro       | LINEAR          | Phocaea   | MPC                           |
| 81719           | 2000 JR33  | 7 mai 2000  | Socorro       | LINEAR          | —         | MPC                           |
| 81720           | 2000 JW33  | 7 mai 2000  | Socorro       | LINEAR          | —         | MPC                           |
| 81721           | 2000 JV34  | 7 mai 2000  | Socorro       | LINEAR          | —         | MPC                           |
| 81722           | 2000 JY34  | 7 mai 2000  | Socorro       | LINEAR          | —         | MPC                           |
| 81723           | 2000 JP35  | 7 mai 2000  | Socorro       | LINEAR          | —         | MPC                           |
| 81724           | 2000 JS35  | 7 mai 2000  | Socorro       | LINEAR          | —         | MPC                           |
| 81725           | 2000 JV35  | 7 mai 2000  | Socorro       | LINEAR          | —         | MPC                           |
| 81726           | 2000 JL36  | 7 mai 2000  | Socorro       | LINEAR          | —         | MPC                           |
| 81727           | 2000 JO36  | 7 mai 2000  | Socorro       | LINEAR          | —         | MPC                           |
| 81728           | 2000 JS36  | 7 mai 2000  | Socorro       | LINEAR          | —         | MPC                           |
| 81729           | 2000 JH37  | 7 mai 2000  | Socorro       | LINEAR          | —         | MPC                           |
| 81730           | 2000 JZ37  | 7 mai 2000  | Socorro       | LINEAR          | —         | MPC                           |
| 81731           | 2000 JM38  | 7 mai 2000  | Socorro       | LINEAR          | —         | MPC                           |
| 81732           | 2000 JZ40  | 6 mai 2000  | Socorro       | LINEAR          | —         | MPC                           |
| 81733           | 2000 JH41  | 6 mai 2000  | Socorro       | LINEAR          | —         | MPC                           |
| 81734           | 2000 JL41  | 7 mai 2000  | Socorro       | LINEAR          | —         | MPC                           |
| 81735           | 2000 JZ41  | 7 mai 2000  | Socorro       | LINEAR          | —         | MPC                           |
| 81736           | 2000 JT42  | 7 mai 2000  | Socorro       | LINEAR          | —         | MPC                           |
| 81737           | 2000 JV43  | 7 mai 2000  | Socorro       | LINEAR          | —         | MPC                           |
| 81738           | 2000 JZ43  | 7 mai 2000  | Socorro       | LINEAR          | —         | MPC                           |
| 81739           | 2000 JC44  | 7 mai 2000  | Socorro       | LINEAR          | —         | MPC                           |
| 81740           | 2000 JA46  | 7 mai 2000  | Socorro       | LINEAR          | —         | MPC                           |
| 81741           | 2000 JP46  | 7 mai 2000  | Socorro       | LINEAR          | —         | MPC                           |
| 81742           | 2000 JS46  | 9 mai 2000  | Socorro       | LINEAR          | —         | MPC                           |
| 81743           | 2000 JT46  | 9 mai 2000  | Socorro       | LINEAR          | —         | MPC                           |
| 81744           | 2000 JK47  | 9 mai 2000  | Socorro       | LINEAR          | —         | MPC                           |
| 81745           | 2000 JP51  | 9 mai 2000  | Socorro       | LINEAR          | —         | MPC                           |
| 81746           | 2000 JH52  | 9 mai 2000  | Socorro       | LINEAR          | —         | MPC                           |
| 81747           | 2000 JO52  | 9 mai 2000  | Socorro       | LINEAR          | —         | MPC                           |
| 81748           | 2000 JC53  | 9 mai 2000  | Socorro       | LINEAR          | —         | MPC                           |
| 81749           | 2000 JX53  | 4 mai 2000  | Socorro       | LINEAR          | —         | MPC                           |
| 81750           | 2000 JU55  | 6 mai 2000  | Socorro       | LINEAR          | —         | MPC                           |
| 81751           | 2000 JK56  | 6 mai 2000  | Socorro       | LINEAR          | —         | MPC                           |
| 81752           | 2000 JR56  | 6 mai 2000  | Socorro       | LINEAR          | —         | MPC                           |
| 81753           | 2000 JZ57  | 6 mai 2000  | Socorro       | LINEAR          | —         | MPC                           |
| 81754           | 2000 JW58  | 6 mai 2000  | Socorro       | LINEAR          | —         | MPC                           |
| 81755           | 2000 JD59  | 7 mai 2000  | Socorro       | LINEAR          | —         | MPC                           |
| 81756           | 2000 JM59  | 7 mai 2000  | Socorro       | LINEAR          | —         | MPC                           |
| 81757           | 2000 JN59  | 7 mai 2000  | Socorro       | LINEAR          | —         | MPC                           |
| 81758           | 2000 JZ59  | 7 mai 2000  | Socorro       | LINEAR          | —         | MPC                           |
| 81759           | 2000 JD60  | 7 mai 2000  | Socorro       | LINEAR          | —         | MPC                           |
| 81760           | 2000 JG60  | 7 mai 2000  | Socorro       | LINEAR          | —         | MPC                           |
| 81761           | 2000 JC62  | 7 mai 2000  | Socorro       | LINEAR          | —         | MPC                           |
| 81762           | 2000 JN62  | 9 mai 2000  | Socorro       | LINEAR          | —         | MPC                           |
| 81763           | 2000 JW62  | 9 mai 2000  | Socorro       | LINEAR          | —         | MPC                           |
| 81764           | 2000 JB63  | 9 mai 2000  | Socorro       | LINEAR          | —         | MPC                           |
| 81765           | 2000 JG63  | 9 mai 2000  | Socorro       | LINEAR          | —         | MPC                           |
| 81766           | 2000 JH63  | 9 mai 2000  | Socorro       | LINEAR          | —         | MPC                           |
| 81767           | 2000 JV65  | 6 mai 2000  | Socorro       | LINEAR          | —         | MPC                           |
| 81768           | 2000 JY67  | 6 mai 2000  | Kitt Peak     | Spacewatch      | Brangane  | MPC                           |
| 81769           | 2000 JZ67  | 6 mai 2000  | Kitt Peak     | Spacewatch      | —         | MPC                           |
| 81770           | 2000 JG68  | 7 mai 2000  | Kitt Peak     | Spacewatch      | —         | MPC                           |
| 81771           | 2000 JM68  | 7 mai 2000  | Kitt Peak     | Spacewatch      | —         | MPC                           |
| 81772           | 2000 JN68  | 7 mai 2000  | Kitt Peak     | Spacewatch      | —         | MPC                           |
| 81773           | 2000 JV69  | 2 mai 2000  | Anderson Mesa | LONEOS          | —         | MPC                           |
| 81774           | 2000 JB70  | 2 mai 2000  | Anderson Mesa | LONEOS          | —         | MPC                           |
| 81775           | 2000 JV70  | 1 mai 2000  | Anderson Mesa | LONEOS          | Brangane  | MPC                           |
| 81776           | 2000 JL71  | 1 mai 2000  | Anderson Mesa | LONEOS          | —         | MPC                           |
| 81777           | 2000 JV72  | 2 mai 2000  | Anderson Mesa | LONEOS          | —         | MPC                           |
| 81778           | 2000 JB73  | 2 mai 2000  | Anderson Mesa | LONEOS          | —         | MPC                           |
| 81779           | 2000 JP73  | 2 mai 2000  | Anderson Mesa | LONEOS          | —         | MPC                           |
| 81780           | 2000 JQ73  | 2 mai 2000  | Anderson Mesa | LONEOS          | —         | MPC                           |
| 81781           | 2000 JA74  | 2 mai 2000  | Kitt Peak     | Spacewatch      | —         | MPC                           |
| 81782           | 2000 JB75  | 5 mai 2000  | Anderson Mesa | LONEOS          | Phocaea   | MPC                           |
| 81783           | 2000 JD75  | 5 mai 2000  | Anderson Mesa | LONEOS          | —         | MPC                           |
| 81784           | 2000 JK75  | 3 mai 2000  | Socorro       | LINEAR          | —         | MPC                           |
| 81785           | 2000 JS77  | 9 mai 2000  | Socorro       | LINEAR          | —         | MPC                           |
| 81786           | 2000 JT79  | 5 mai 2000  | Socorro       | LINEAR          | —         | MPC                           |
| 81787           | 2000 JW79  | 6 mai 2000  | Socorro       | LINEAR          | —         | MPC                           |
| 81788           | 2000 JQ81  | 9 mai 2000  | Kitt Peak     | Spacewatch      | —         | MPC                           |
| 81789           | 2000 JH82  | 7 mai 2000  | Socorro       | LINEAR          | —         | MPC                           |
| 81790 Lewislove | 2000 JL84  | 2 mai 2000  | Anderson Mesa | L. H. Wasserman | —         | MPC                           |
| 81791           | 2000 JX84  | 11 mai 2000 | Anderson Mesa | LONEOS          | —         | MPC                           |
| 81792           | 2000 JE85  | 5 mai 2000  | Socorro       | LINEAR          | —         | MPC                           |
| 81793           | 2000 JK85  | 4 mai 2000  | Socorro       | LINEAR          | —         | MPC                           |
| 81794           | 2000 JL85  | 3 mai 2000  | Socorro       | LINEAR          | —         | MPC                           |
| 81795           | 2000 JZ85  | 2 mai 2000  | Anderson Mesa | LONEOS          | —         | MPC                           |
| 81796           | 2000 KH    | 23 mai 2000 | Prescott      | P. G. Comba     | —         | MPC                           |
| 81797           | 2000 KR1   | 26 mai 2000 | Socorro       | LINEAR          | —         | MPC                           |
| 81798           | 2000 KB2   | 23 mai 2000 | Anderson Mesa | LONEOS          | —         | MPC                           |
| 81799           | 2000 KK2   | 26 mai 2000 | Socorro       | LINEAR          | —         | MPC                           |
| 81800           | 2000 KQ2   | 26 mai 2000 | Socorro       | LINEAR          | —         | MPC                           |

## 81801–81900
| Designação       | Designação | Descoberta  | Descoberta    | Descobridor(es)      | Categoria | Mais informações / Referência |
| Permanente       | Provisória | Data        | Local         | Descobridor(es)      | Categoria | Mais informações / Referência |
| ---------------- | ---------- | ----------- | ------------- | -------------------- | --------- | ----------------------------- |
| 81801            | 2000 KU3   | 27 mai 2000 | Socorro       | LINEAR               | —         | MPC                           |
| 81802            | 2000 KN6   | 27 mai 2000 | Socorro       | LINEAR               | —         | MPC                           |
| 81803            | 2000 KQ6   | 27 mai 2000 | Socorro       | LINEAR               | —         | MPC                           |
| 81804            | 2000 KJ7   | 27 mai 2000 | Socorro       | LINEAR               | —         | MPC                           |
| 81805            | 2000 KU7   | 27 mai 2000 | Socorro       | LINEAR               | —         | MPC                           |
| 81806            | 2000 KJ8   | 27 mai 2000 | Socorro       | LINEAR               | —         | MPC                           |
| 81807            | 2000 KU11  | 28 mai 2000 | Socorro       | LINEAR               | —         | MPC                           |
| 81808            | 2000 KC13  | 28 mai 2000 | Socorro       | LINEAR               | —         | MPC                           |
| 81809            | 2000 KB15  | 28 mai 2000 | Socorro       | LINEAR               | —         | MPC                           |
| 81810            | 2000 KC16  | 30 mai 2000 | Socorro       | LINEAR               | —         | MPC                           |
| 81811            | 2000 KR17  | 28 mai 2000 | Socorro       | LINEAR               | —         | MPC                           |
| 81812            | 2000 KX18  | 28 mai 2000 | Socorro       | LINEAR               | —         | MPC                           |
| 81813            | 2000 KV23  | 28 mai 2000 | Socorro       | LINEAR               | —         | MPC                           |
| 81814            | 2000 KE31  | 28 mai 2000 | Socorro       | LINEAR               | —         | MPC                           |
| 81815            | 2000 KP31  | 28 mai 2000 | Socorro       | LINEAR               | —         | MPC                           |
| 81816            | 2000 KR32  | 28 mai 2000 | Socorro       | LINEAR               | —         | MPC                           |
| 81817            | 2000 KH35  | 27 mai 2000 | Socorro       | LINEAR               | —         | MPC                           |
| 81818            | 2000 KP35  | 27 mai 2000 | Socorro       | LINEAR               | —         | MPC                           |
| 81819            | 2000 KS35  | 27 mai 2000 | Socorro       | LINEAR               | —         | MPC                           |
| 81820            | 2000 KA38  | 24 mai 2000 | Kitt Peak     | Spacewatch           | —         | MPC                           |
| 81821            | 2000 KF38  | 24 mai 2000 | Kitt Peak     | Spacewatch           | Ursula    | MPC                           |
| 81822 Jamesearly | 2000 KN38  | 27 mai 2000 | OCA-Anza      | M. Collins, M. White | —         | MPC                           |
| 81823            | 2000 KP40  | 30 mai 2000 | Kitt Peak     | Spacewatch           | —         | MPC                           |
| 81824            | 2000 KS41  | 27 mai 2000 | Socorro       | LINEAR               | —         | MPC                           |
| 81825            | 2000 KG42  | 28 mai 2000 | Socorro       | LINEAR               | —         | MPC                           |
| 81826            | 2000 KP42  | 28 mai 2000 | Socorro       | LINEAR               | —         | MPC                           |
| 81827            | 2000 KM43  | 26 mai 2000 | Kitt Peak     | Spacewatch           | —         | MPC                           |
| 81828            | 2000 KT44  | 28 mai 2000 | Kitt Peak     | Spacewatch           | —         | MPC                           |
| 81829            | 2000 KF46  | 27 mai 2000 | Socorro       | LINEAR               | —         | MPC                           |
| 81830            | 2000 KJ46  | 27 mai 2000 | Socorro       | LINEAR               | —         | MPC                           |
| 81831            | 2000 KM46  | 27 mai 2000 | Socorro       | LINEAR               | —         | MPC                           |
| 81832            | 2000 KV46  | 27 mai 2000 | Socorro       | LINEAR               | —         | MPC                           |
| 81833            | 2000 KW46  | 27 mai 2000 | Socorro       | LINEAR               | —         | MPC                           |
| 81834            | 2000 KX46  | 27 mai 2000 | Socorro       | LINEAR               | Brangane  | MPC                           |
| 81835            | 2000 KB47  | 27 mai 2000 | Socorro       | LINEAR               | —         | MPC                           |
| 81836            | 2000 KX47  | 28 mai 2000 | Socorro       | LINEAR               | Phocaea   | MPC                           |
| 81837            | 2000 KJ50  | 31 mai 2000 | Kitt Peak     | Spacewatch           | —         | MPC                           |
| 81838            | 2000 KB51  | 29 mai 2000 | Socorro       | LINEAR               | —         | MPC                           |
| 81839            | 2000 KO52  | 24 mai 2000 | Anderson Mesa | LONEOS               | —         | MPC                           |
| 81840            | 2000 KV52  | 25 mai 2000 | Anderson Mesa | LONEOS               | —         | MPC                           |
| 81841            | 2000 KT53  | 27 mai 2000 | Anderson Mesa | LONEOS               | —         | MPC                           |
| 81842            | 2000 KU53  | 27 mai 2000 | Anderson Mesa | LONEOS               | —         | MPC                           |
| 81843            | 2000 KX53  | 27 mai 2000 | Anderson Mesa | LONEOS               | —         | MPC                           |
| 81844            | 2000 KV54  | 27 mai 2000 | Socorro       | LINEAR               | —         | MPC                           |
| 81845            | 2000 KG57  | 30 mai 2000 | Anderson Mesa | LONEOS               | —         | MPC                           |
| 81846            | 2000 KH58  | 24 mai 2000 | Anderson Mesa | LONEOS               | —         | MPC                           |
| 81847            | 2000 KO58  | 24 mai 2000 | Anderson Mesa | LONEOS               | —         | MPC                           |
| 81848            | 2000 KX58  | 24 mai 2000 | Anderson Mesa | LONEOS               | Phocaea   | MPC                           |
| 81849            | 2000 KH59  | 24 mai 2000 | Kitt Peak     | Spacewatch           | —         | MPC                           |
| 81850            | 2000 KL60  | 25 mai 2000 | Anderson Mesa | LONEOS               | —         | MPC                           |
| 81851            | 2000 KO60  | 25 mai 2000 | Anderson Mesa | LONEOS               | —         | MPC                           |
| 81852            | 2000 KP60  | 25 mai 2000 | Anderson Mesa | LONEOS               | —         | MPC                           |
| 81853            | 2000 KW60  | 25 mai 2000 | Anderson Mesa | LONEOS               | —         | MPC                           |
| 81854            | 2000 KC61  | 25 mai 2000 | Anderson Mesa | LONEOS               | —         | MPC                           |
| 81855            | 2000 KO61  | 25 mai 2000 | Anderson Mesa | LONEOS               | Phocaea   | MPC                           |
| 81856            | 2000 KG62  | 26 mai 2000 | Anderson Mesa | LONEOS               | —         | MPC                           |
| 81857            | 2000 KV64  | 27 mai 2000 | Socorro       | LINEAR               | —         | MPC                           |
| 81858            | 2000 KW64  | 27 mai 2000 | Socorro       | LINEAR               | —         | MPC                           |
| 81859 Joetaylor  | 2000 KP69  | 29 mai 2000 | Socorro       | LINEAR               | —         | MPC                           |
| 81860            | 2000 KA71  | 28 mai 2000 | Socorro       | LINEAR               | —         | MPC                           |
| 81861            | 2000 KK71  | 28 mai 2000 | Socorro       | LINEAR               | —         | MPC                           |
| 81862            | 2000 KD74  | 27 mai 2000 | Socorro       | LINEAR               | —         | MPC                           |
| 81863            | 2000 KV74  | 27 mai 2000 | Socorro       | LINEAR               | —         | MPC                           |
| 81864            | 2000 KX74  | 27 mai 2000 | Socorro       | LINEAR               | —         | MPC                           |
| 81865            | 2000 KO75  | 27 mai 2000 | Socorro       | LINEAR               | Brangane  | MPC                           |
| 81866            | 2000 KO76  | 27 mai 2000 | Socorro       | LINEAR               | —         | MPC                           |
| 81867            | 2000 KK77  | 27 mai 2000 | Socorro       | LINEAR               | —         | MPC                           |
| 81868            | 2000 KZ77  | 27 mai 2000 | Socorro       | LINEAR               | —         | MPC                           |
| 81869            | 2000 KY78  | 27 mai 2000 | Socorro       | LINEAR               | —         | MPC                           |
| 81870            | 2000 LB1   | 1 jun 2000  | Črni Vrh      | Črni Vrh             | —         | MPC                           |
| 81871            | 2000 LP3   | 4 jun 2000  | Socorro       | LINEAR               | —         | MPC                           |
| 81872            | 2000 LO4   | 4 jun 2000  | Socorro       | LINEAR               | —         | MPC                           |
| 81873            | 2000 LT4   | 5 jun 2000  | Socorro       | LINEAR               | —         | MPC                           |
| 81874            | 2000 LJ5   | 5 jun 2000  | Socorro       | LINEAR               | —         | MPC                           |
| 81875            | 2000 LU5   | 4 jun 2000  | Reedy Creek   | J. Broughton         | —         | MPC                           |
| 81876            | 2000 LN7   | 5 jun 2000  | Socorro       | LINEAR               | —         | MPC                           |
| 81877            | 2000 LQ7   | 5 jun 2000  | Socorro       | LINEAR               | —         | MPC                           |
| 81878            | 2000 LY10  | 4 jun 2000  | Socorro       | LINEAR               | —         | MPC                           |
| 81879            | 2000 LB11  | 4 jun 2000  | Socorro       | LINEAR               | —         | MPC                           |
| 81880            | 2000 LP13  | 5 jun 2000  | Socorro       | LINEAR               | —         | MPC                           |
| 81881            | 2000 LJ15  | 4 jun 2000  | Kitt Peak     | Spacewatch           | —         | MPC                           |
| 81882            | 2000 LN15  | 5 jun 2000  | Kitt Peak     | Spacewatch           | Maria     | MPC                           |
| 81883            | 2000 LP16  | 4 jun 2000  | Socorro       | LINEAR               | —         | MPC                           |
| 81884            | 2000 LL17  | 7 jun 2000  | Socorro       | LINEAR               | —         | MPC                           |
| 81885            | 2000 LC19  | 8 jun 2000  | Socorro       | LINEAR               | —         | MPC                           |
| 81886            | 2000 LE21  | 8 jun 2000  | Socorro       | LINEAR               | —         | MPC                           |
| 81887            | 2000 LS22  | 9 jun 2000  | Prescott      | P. G. Comba          | —         | MPC                           |
| 81888            | 2000 LH23  | 1 jun 2000  | Anderson Mesa | LONEOS               | —         | MPC                           |
| 81889            | 2000 LZ23  | 1 jun 2000  | Socorro       | LINEAR               | —         | MPC                           |
| 81890            | 2000 LV24  | 1 jun 2000  | Socorro       | LINEAR               | —         | MPC                           |
| 81891            | 2000 LV26  | 5 jun 2000  | Anderson Mesa | LONEOS               | Ursula    | MPC                           |
| 81892            | 2000 LQ29  | 4 jun 2000  | Haleakalā     | NEAT                 | Brangane  | MPC                           |
| 81893            | 2000 LR29  | 4 jun 2000  | Haleakala     | NEAT                 | —         | MPC                           |
| 81894            | 2000 LF31  | 6 jun 2000  | Kitt Peak     | Spacewatch           | —         | MPC                           |
| 81895            | 2000 LP31  | 5 jun 2000  | Anderson Mesa | LONEOS               | —         | MPC                           |
| 81896            | 2000 LR32  | 4 jun 2000  | Socorro       | LINEAR               | Phocaea   | MPC                           |
| 81897            | 2000 LS32  | 4 jun 2000  | Socorro       | LINEAR               | —         | MPC                           |
| 81898            | 2000 LE33  | 4 jun 2000  | Kitt Peak     | Spacewatch           | Brangane  | MPC                           |
| 81899            | 2000 LH34  | 3 jun 2000  | Anderson Mesa | LONEOS               | —         | MPC                           |
| 81900            | 2000 LF35  | 1 jun 2000  | Haleakalā     | NEAT                 | —         | MPC                           |

## 81901–82000
| Designação         | Designação | Descoberta  | Descoberta          | Descobridor(es)         | Categoria | Mais informações / Referência |
| Permanente         | Provisória | Data        | Local               | Descobridor(es)         | Categoria | Mais informações / Referência |
| ------------------ | ---------- | ----------- | ------------------- | ----------------------- | --------- | ----------------------------- |
| 81901              | 2000 LZ36  | 11 jun 2000 | Socorro             | LINEAR                  | —         | MPC                           |
| 81902              | 2000 MG1   | 25 jun 2000 | Socorro             | LINEAR                  | —         | MPC                           |
| 81903              | 2000 MM3   | 24 jun 2000 | Socorro             | LINEAR                  | —         | MPC                           |
| 81904              | 2000 MN3   | 24 jun 2000 | Socorro             | LINEAR                  | —         | MPC                           |
| 81905              | 2000 NP1   | 3 jul 2000  | Kitt Peak           | Spacewatch              | —         | MPC                           |
| 81906              | 2000 NV1   | 4 jul 2000  | Kitt Peak           | Spacewatch              | —         | MPC                           |
| 81907              | 2000 NR2   | 5 jul 2000  | Črni Vrh            | Črni Vrh                | —         | MPC                           |
| 81908              | 2000 NW2   | 6 jul 2000  | Reedy Creek         | J. Broughton            | —         | MPC                           |
| 81909              | 2000 NY3   | 8 jul 2000  | Haleakalā           | NEAT                    | —         | MPC                           |
| 81910              | 2000 NV8   | 5 jul 2000  | Kitt Peak           | Spacewatch              | —         | MPC                           |
| 81911              | 2000 NV9   | 6 jul 2000  | Socorro             | LINEAR                  | —         | MPC                           |
| 81912              | 2000 NU10  | 6 jul 2000  | Anderson Mesa       | LONEOS                  | —         | MPC                           |
| 81913              | 2000 NX10  | 10 jul 2000 | Valinhos            | P. R. Holvorcem         | —         | MPC                           |
| 81914              | 2000 NJ11  | 12 jul 2000 | Farpoint            | Farpoint Obs.           | —         | MPC                           |
| 81915 Hartwick     | 2000 NS11  | 15 jul 2000 | NRC-DAO             | D. D. Balam             | —         | MPC                           |
| 81916              | 2000 NM12  | 5 jul 2000  | Anderson Mesa       | LONEOS                  | —         | MPC                           |
| 81917              | 2000 NN12  | 5 jul 2000  | Anderson Mesa       | LONEOS                  | —         | MPC                           |
| 81918              | 2000 NT12  | 5 jul 2000  | Anderson Mesa       | LONEOS                  | —         | MPC                           |
| 81919              | 2000 NV14  | 5 jul 2000  | Anderson Mesa       | LONEOS                  | —         | MPC                           |
| 81920              | 2000 NA17  | 5 jul 2000  | Anderson Mesa       | LONEOS                  | —         | MPC                           |
| 81921              | 2000 NS21  | 7 jul 2000  | Anderson Mesa       | LONEOS                  | —         | MPC                           |
| 81922              | 2000 NV22  | 5 jul 2000  | Anderson Mesa       | LONEOS                  | —         | MPC                           |
| 81923              | 2000 NS24  | 4 jul 2000  | Anderson Mesa       | LONEOS                  | —         | MPC                           |
| 81924              | 2000 NW25  | 4 jul 2000  | Anderson Mesa       | LONEOS                  | —         | MPC                           |
| 81925              | 2000 NY25  | 4 jul 2000  | Anderson Mesa       | LONEOS                  | —         | MPC                           |
| 81926              | 2000 NZ27  | 3 jul 2000  | Socorro             | LINEAR                  | —         | MPC                           |
| 81927              | 2000 NF28  | 3 jul 2000  | Socorro             | LINEAR                  | —         | MPC                           |
| 81928              | 2000 NB29  | 2 jul 2000  | Haleakalā           | NEAT                    | —         | MPC                           |
| 81929              | 2000 OE    | 22 jul 2000 | Reedy Creek         | J. Broughton            | Phocaea   | MPC                           |
| 81930              | 2000 ON4   | 24 jul 2000 | Socorro             | LINEAR                  | —         | MPC                           |
| 81931              | 2000 OF7   | 28 jul 2000 | Višnjan Observatory | K. Korlević             | —         | MPC                           |
| 81932              | 2000 OJ12  | 23 jul 2000 | Socorro             | LINEAR                  | —         | MPC                           |
| 81933              | 2000 OW13  | 23 jul 2000 | Socorro             | LINEAR                  | —         | MPC                           |
| 81934              | 2000 OL15  | 23 jul 2000 | Socorro             | LINEAR                  | —         | MPC                           |
| 81935              | 2000 OT29  | 30 jul 2000 | Socorro             | LINEAR                  | —         | MPC                           |
| 81936              | 2000 OU29  | 30 jul 2000 | Socorro             | LINEAR                  | —         | MPC                           |
| 81937              | 2000 OX29  | 30 jul 2000 | Socorro             | LINEAR                  | —         | MPC                           |
| 81938              | 2000 OT32  | 30 jul 2000 | Socorro             | LINEAR                  | —         | MPC                           |
| 81939              | 2000 OQ33  | 30 jul 2000 | Socorro             | LINEAR                  | —         | MPC                           |
| 81940              | 2000 OW33  | 30 jul 2000 | Socorro             | LINEAR                  | —         | MPC                           |
| 81941              | 2000 OG37  | 30 jul 2000 | Socorro             | LINEAR                  | —         | MPC                           |
| 81942              | 2000 OV38  | 30 jul 2000 | Socorro             | LINEAR                  | —         | MPC                           |
| 81943              | 2000 OJ39  | 30 jul 2000 | Socorro             | LINEAR                  | —         | MPC                           |
| 81944              | 2000 OF43  | 30 jul 2000 | Socorro             | LINEAR                  | —         | MPC                           |
| 81945              | 2000 OL53  | 30 jul 2000 | Socorro             | LINEAR                  | —         | MPC                           |
| 81946              | 2000 OH60  | 29 jul 2000 | Anderson Mesa       | LONEOS                  | —         | MPC                           |
| 81947              | 2000 OF69  | 31 jul 2000 | Cerro Tololo        | M. W. Buie              | —         | MPC                           |
| 81948              | 2000 OM69  | 31 jul 2000 | Cerro Tololo        | M. W. Buie              | —         | MPC                           |
| 81949              | 2000 PK2   | 1 ago 2000  | Socorro             | LINEAR                  | —         | MPC                           |
| 81950              | 2000 PX2   | 2 ago 2000  | Socorro             | LINEAR                  | —         | MPC                           |
| 81951              | 2000 PS10  | 1 ago 2000  | Socorro             | LINEAR                  | —         | MPC                           |
| 81952              | 2000 PG13  | 1 ago 2000  | Kitt Peak           | Spacewatch              | —         | MPC                           |
| 81953              | 2000 PS15  | 1 ago 2000  | Socorro             | LINEAR                  | —         | MPC                           |
| 81954              | 2000 PT17  | 1 ago 2000  | Socorro             | LINEAR                  | —         | MPC                           |
| 81955              | 2000 PT18  | 1 ago 2000  | Socorro             | LINEAR                  | —         | MPC                           |
| 81956              | 2000 PL21  | 1 ago 2000  | Socorro             | LINEAR                  | —         | MPC                           |
| 81957              | 2000 QG14  | 24 ago 2000 | Socorro             | LINEAR                  | —         | MPC                           |
| 81958              | 2000 QQ14  | 24 ago 2000 | Socorro             | LINEAR                  | —         | MPC                           |
| 81959              | 2000 QQ17  | 24 ago 2000 | Socorro             | LINEAR                  | —         | MPC                           |
| 81960              | 2000 QZ28  | 24 ago 2000 | Socorro             | LINEAR                  | —         | MPC                           |
| 81961              | 2000 QG29  | 24 ago 2000 | Socorro             | LINEAR                  | —         | MPC                           |
| 81962              | 2000 QB32  | 26 ago 2000 | Socorro             | LINEAR                  | —         | MPC                           |
| 81963              | 2000 QO33  | 26 ago 2000 | Socorro             | LINEAR                  | —         | MPC                           |
| 81964              | 2000 QX35  | 24 ago 2000 | Socorro             | LINEAR                  | —         | MPC                           |
| 81965              | 2000 QF38  | 24 ago 2000 | Socorro             | LINEAR                  | —         | MPC                           |
| 81966              | 2000 QJ41  | 24 ago 2000 | Socorro             | LINEAR                  | Brangane  | MPC                           |
| 81967              | 2000 QL41  | 24 ago 2000 | Socorro             | LINEAR                  | —         | MPC                           |
| 81968              | 2000 QQ49  | 24 ago 2000 | Socorro             | LINEAR                  | —         | MPC                           |
| 81969              | 2000 QH55  | 25 ago 2000 | Socorro             | LINEAR                  | —         | MPC                           |
| 81970              | 2000 QT55  | 25 ago 2000 | Socorro             | LINEAR                  | —         | MPC                           |
| 81971 Turonclavere | 2000 QX68  | 22 ago 2000 | Saint-Véran         | L. Kotková, J. Montanne | —         | MPC                           |
| 81972              | 2000 QJ70  | 28 ago 2000 | Socorro             | LINEAR                  | Juno      | MPC                           |
| 81973              | 2000 QM72  | 24 ago 2000 | Socorro             | LINEAR                  | —         | MPC                           |
| 81974              | 2000 QT77  | 24 ago 2000 | Socorro             | LINEAR                  | —         | MPC                           |
| 81975              | 2000 QH78  | 24 ago 2000 | Socorro             | LINEAR                  | —         | MPC                           |
| 81976              | 2000 QN84  | 25 ago 2000 | Socorro             | LINEAR                  | —         | MPC                           |
| 81977              | 2000 QK85  | 25 ago 2000 | Socorro             | LINEAR                  | —         | MPC                           |
| 81978              | 2000 QV86  | 25 ago 2000 | Socorro             | LINEAR                  | —         | MPC                           |
| 81979              | 2000 QH88  | 25 ago 2000 | Socorro             | LINEAR                  | —         | MPC                           |
| 81980              | 2000 QT96  | 28 ago 2000 | Socorro             | LINEAR                  | —         | MPC                           |
| 81981              | 2000 QY112 | 24 ago 2000 | Socorro             | LINEAR                  | —         | MPC                           |
| 81982              | 2000 QO114 | 24 ago 2000 | Socorro             | LINEAR                  | —         | MPC                           |
| 81983              | 2000 QA117 | 29 ago 2000 | Socorro             | LINEAR                  | —         | MPC                           |
| 81984              | 2000 QV119 | 25 ago 2000 | Socorro             | LINEAR                  | —         | MPC                           |
| 81985              | 2000 QV122 | 25 ago 2000 | Socorro             | LINEAR                  | —         | MPC                           |
| 81986              | 2000 QQ123 | 25 ago 2000 | Socorro             | LINEAR                  | —         | MPC                           |
| 81987              | 2000 QE133 | 26 ago 2000 | Socorro             | LINEAR                  | —         | MPC                           |
| 81988              | 2000 QZ133 | 26 ago 2000 | Socorro             | LINEAR                  | —         | MPC                           |
| 81989              | 2000 QC136 | 28 ago 2000 | Socorro             | LINEAR                  | —         | MPC                           |
| 81990              | 2000 QC155 | 31 ago 2000 | Socorro             | LINEAR                  | —         | MPC                           |
| 81991              | 2000 QN162 | 31 ago 2000 | Socorro             | LINEAR                  | —         | MPC                           |
| 81992              | 2000 QX163 | 31 ago 2000 | Socorro             | LINEAR                  | —         | MPC                           |
| 81993              | 2000 QG183 | 24 ago 2000 | Socorro             | LINEAR                  | —         | MPC                           |
| 81994              | 2000 QT184 | 26 ago 2000 | Socorro             | LINEAR                  | —         | MPC                           |
| 81995              | 2000 QK185 | 26 ago 2000 | Socorro             | LINEAR                  | Ursula    | MPC                           |
| 81996              | 2000 QJ196 | 28 ago 2000 | Socorro             | LINEAR                  | —         | MPC                           |
| 81997              | 2000 QB203 | 29 ago 2000 | Socorro             | LINEAR                  | Ursula    | MPC                           |
| 81998              | 2000 QX210 | 31 ago 2000 | Socorro             | LINEAR                  | —         | MPC                           |
| 81999              | 2000 QM212 | 31 ago 2000 | Socorro             | LINEAR                  | —         | MPC                           |
| 82000              | 2000 QD219 | 20 ago 2000 | Anderson Mesa       | LONEOS                  | Ursula    | MPC                           |